# Angkor
13°26′B 103°50′Đ / 13,433°B 103,833°Đ

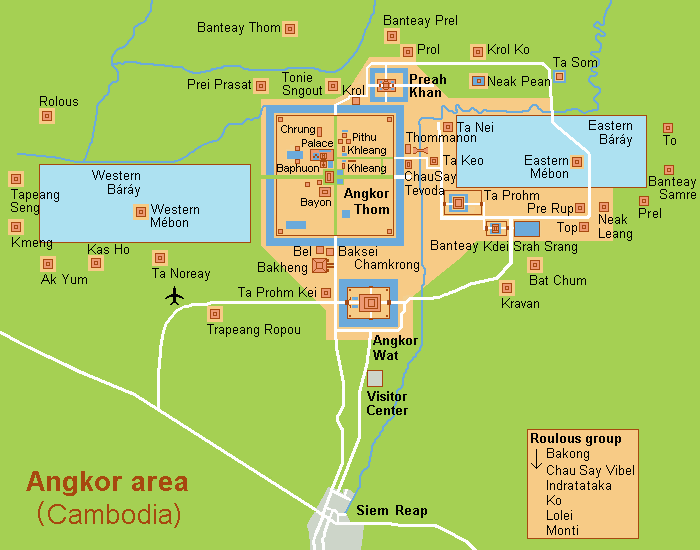
Bản đồ của khu vực Angkor ở Campuchia

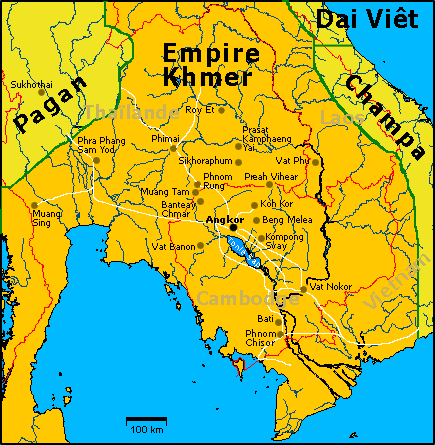
Bản đồ Đế quốc Khmer vào thời điểm cực thịnh của nó

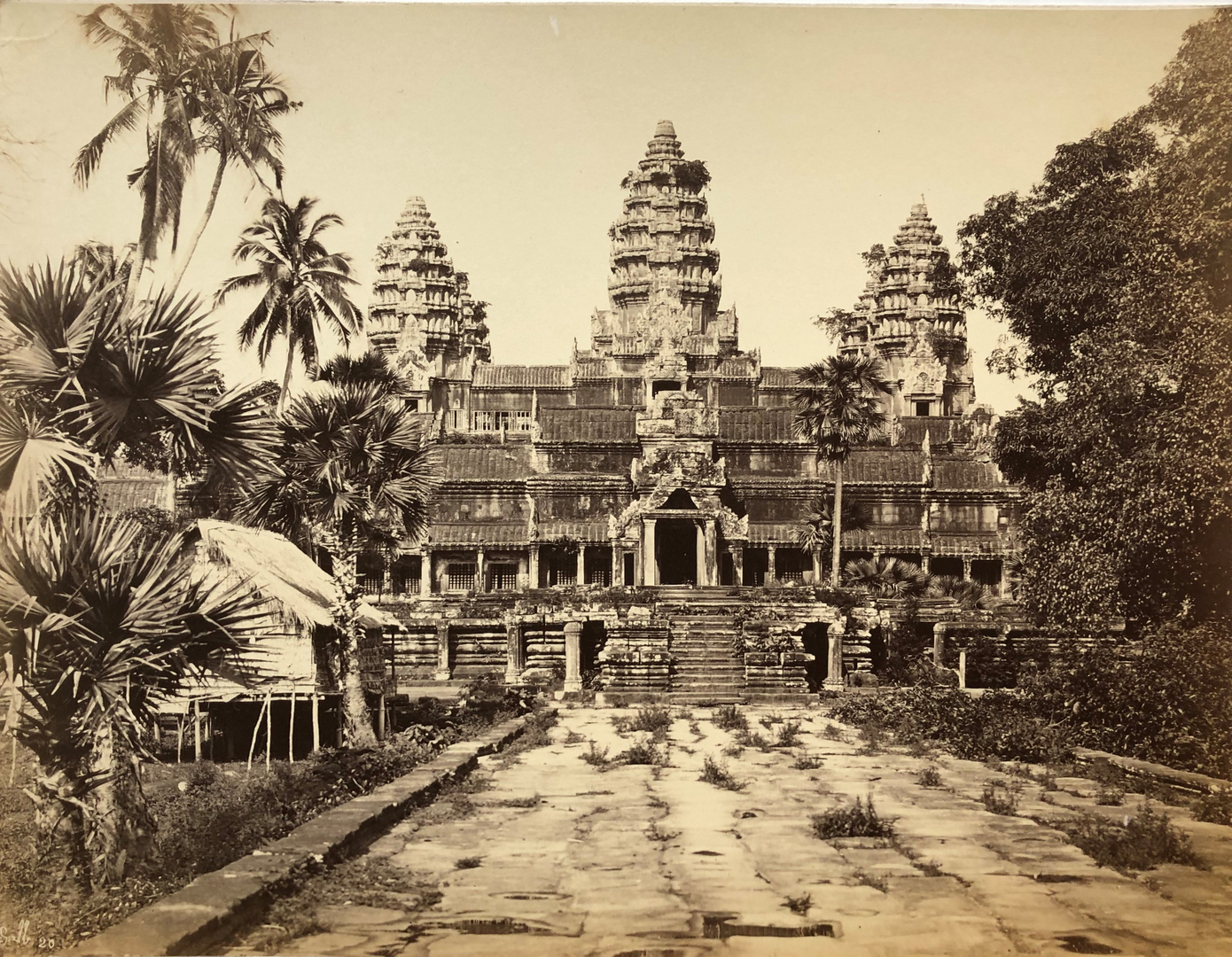
Bức ảnh về Angkor Wat do Emile Gsell chụp năm 1866

Angkor là một tên thường gọi của một khu vực tại Campuchia đã từng là kinh đô của Đế quốc Khmer và đã phát triển rực rỡ vào khoảng thế kỷ 9 đến thế kỷ 15. Từ "Angkor" xuất phát từ tiếng Phạn nagara và có nghĩa là "thành phố".  Chính xác hơn, thời kỳ Angkor có thể được định nghĩa là thời kỳ từ năm 802, khi vị vua Hindu Jayavarman II của người Khmer tự xưng "vua thiên hạ" và "thiên tử" của Campuchia, cho đến năm 1431, khi người Thái chiếm được kinh đô của Khmer khiến cho dân cư ở đây di cư về phía nam đến khu vực Phnom Penh.
Phế tích của Angkor (trong đó bao gồm cả Angkor Wat và Angkor Thom và các di tích khác) nằm giữa rừng và vùng đất canh tác nông nghiệp về phía bắc của Biển Hồ (Hồ Tonlé Sap) và phía nam của đồi Kulen, gần thành phố Xiêm Riệp ngày nay (13°24'N, 103°51'E), và là một di sản thể giới của UNESCO. Các ngôi đền của khu vực Angkor có số lượng trên 1000 với kích cỡ và hình dáng khác nhau mang đậm phong cách kiến trúc Khmer.
Năm 2007, các nhà nghiên cứu quốc tế đã sử dụng ảnh vệ tinh và các kỹ thuật hiện đại khác để kết luận rằng Angkor là thành phố thuộc thời kỳ tiền công nghiệp lớn nhất thế giới với diện tích 1150 dặm vuông. Thành phố cạnh tranh tiêu chí này gần nhất với Angkor là thành phố Tikal của văn hóa Maya ở Guatemala, có tổng diện tích khoảng 50 dặm vuông.

## Lịch sử

### Vương quốc Khmer
Thời kì của vương quốc Khmer bắt đầu từ khoảng những năm đầu thế kỉ thứ 9, khi Vua Jayavarman II tuyên bố nền độc lập cho vùng đất Kambujadesa (Campuchia ngày nay), tách khỏi Java và đặt thủ đô tại Hariharalaya ở phái Nam Biển Hồ. Bằng những biện pháp chính trị, kinh tế, quân sự; Vua Jayavarman II đã thống nhất được một vùng đất đai khá rộng lớn, phía bắc giáp Trung Quốc, phía Đông giáp vương quốc Champa(nay thuộc miền trung Việt Nam) và phía nam giáp biển. Khu vực phía tây chưa được xác định cụ thể, chỉ mới tìm thấy một phiến đá có khắc dòng chữ " miền đất của cây bạch đậu khấu và xoài". Vào năm 802, vua Jayavarman chính thức lên ngôi, tự xưng là chakravartin, có nghĩa là "vua thiên hạ".  Trước cuộc khởi nghĩa của Jayavarman, Campuchia là một trong số những nước chư hầu của Trung Quốc, theo cách gọi của người Hoa là Phù Nam và Chân Lạp. Năm 889, vua Yasovarman lên ngôi, ông là người có công lớn trong việc xây dựng Angkor. Ở khu vực gần cố đô Hariharalaya, Yasovarman đã cho xây dựng một thành phố mới được gọi là Yasodharapura. Theo truyền thống của tổ tiên, ông cũng xây ở đây những hồ nước lớn mà cho đến ngày nay ý nghĩa của nó vẫn là đề tài tranh cãi của nhiều học giả trên thế giới. Một bộ phận nghiêng về giả thiết cho rằng đó là những công trình thủy lợi của người Angkor. Số còn lại nhìn nhận chúng  như là những biểu tượng tôn giáo, tượng trưng cho những đại dương bao quanh  ngọn núi Meru, nơi ngự trị của những vị thần trong truyền thuyết. Yasovarman cho xây dựng ngôi đền trung tâm trên một ngọn đồi thấp có tên là Phnom Bakheng, xung quanh là những hào nước  lón. Ông còn cho xây dựng rất nhiều ngôi đền của đạo Hindu và vô số nơi ẩn cư cho những nhà tu khổ hạnh.
Trên 300 năm sau, khoảng từ thế kỷ thứ X đến thế kỷ thứ XIII, vương quốc Khmer đã tạo nên rất nhiều  kiệt tác kiến trúc để lại cho đời sau, tất cả chúng đều nằm trong quần thể Angkor. Hầu hết chúng đều nằm tập trung trong một khu vực rộng lớn có chiều dài xấp xỉ 24 km   (gần 15dặm) và chiều rộng khoảng 8 km (gần 5dặm). Khoảng 72 đền thờ chính và những công trình khác được xây dựng trên khu vực này. Những ngôi làng nhỏ nằm xung quanh quần thể đền đài có diện tích xấp xỉ 3000 km² (tương đương 1150 dặm vuông), gần bằng Los Angeles ngày nay.

### Kiến trúc của đền Angkor Wat
Angkor Wat, tọa lạc tại tọa độ 13 ° 24'45 "N 103 ° 52'0" E, là sự kết hợp độc đáo của ngọn núi đền (thiết kế tiêu chuẩn cho các đền của nhà nước đế quốc) và kế hoạch sau đó của các phòng trưng bày đồng tâm. Ngôi đền là một biểu tượng của núi Meru, ngôi nhà của các vị thần: trung tâm của tòa tháp trung tâm tượng trưng cho năm đỉnh núi, và các bức tường và hào là biểu tượng cho các dãy núi xung quanh và đại dương. Tiếp cận với các khu vực trên của ngôi đền đã dần dần độc quyền hơn, với người giáo dân được chấp nhận chỉ đến mức thấp nhất.
Không giống như hầu hết các đền thờ Khmer, Angkor Wat được định hướng về phía tây chứ không phải phía đông. Điều này đã khiến nhiều người (bao gồm cả Maurice Glaize và George Coedès) kết luận rằng Suryavarman dự định phục vụ như là ngôi đền tang lễ của ông. Các bằng chứng khác cho quan điểm này được cung cấp bởi các tấm hình nổi, được thực hiện theo chiều kim đồng hồ-prasavya theo thuật ngữ Hindu - vì đây là sự đảo ngược của trật tự bình thường. Các nghi thức diễn ra theo thứ tự ngược lại trong các dịch vụ tang lễ Brahmin. Nhà khảo cổ học Charles Higham cũng mô tả một cái bình chứa có thể là một cái bình tang đã được phục hồi từ tháp trung tâm. Nó đã được một số người đề cử là khoản chi tiêu lớn nhất của năng lượng trong việc tiêu hủy xác chết. Freeman và Jacques, tuy nhiên, lưu ý rằng một số đền thờ khác của Angkor rời khỏi định hướng phía đông điển hình, và cho thấy sự liên kết của Angkor Wat là do sự cống hiến của nó cho Vishnu, người đã được liên kết với phía tây.
Một giải thích khác của Angkor Wat đã được đề xuất bởi Eleanor Mannikka. Vài nét về Vua Suryavarman II: "Khi các phép đo chu kỳ thời gian mặt trời và mặt trăng đã được xây dựng trong không gian thiêng liêng của Angkor Wat, nhiệm vụ thần thánh này để cai trị được gắn liền với các phòng và hành lang được thánh hiến để duy trì quyền lực của nhà vua và tôn vinh và làm dịu các vị thần ở trên trời " với sự pha trộn của sự quan tâm và hoài nghi trong giới học thuật. [31] Cô xa mình khỏi những suy đoán của người khác, như Graham Hancock, rằng Angkor Wat là một phần của một biểu tượng của chòm sao Draco.

## Di tích
Một số ngôi đền và tòa tháp quan trọng nhất:

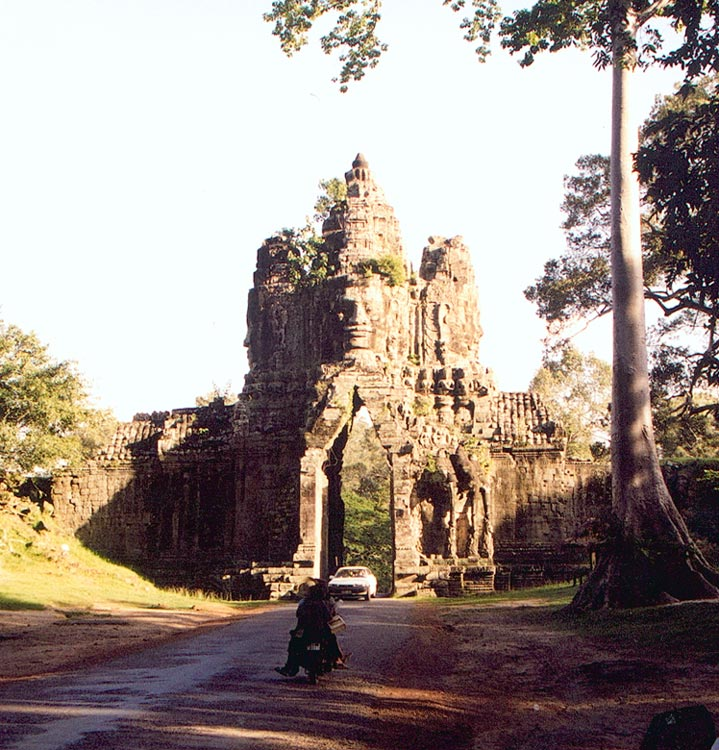
Angkor Thom
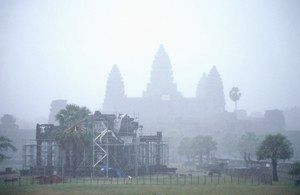
Angkor Wat
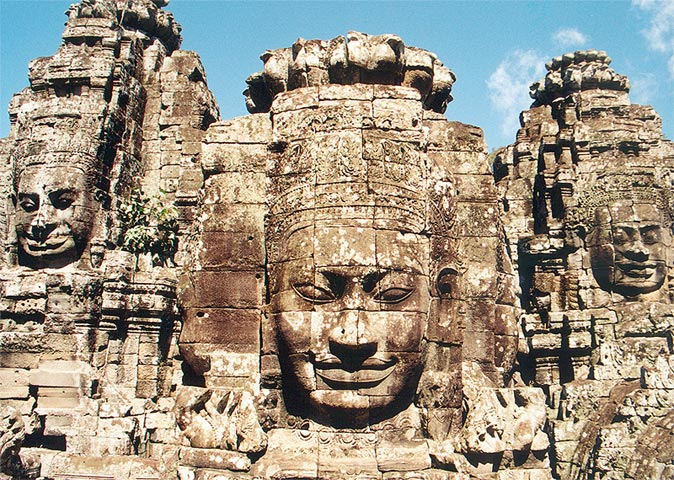
Bayon
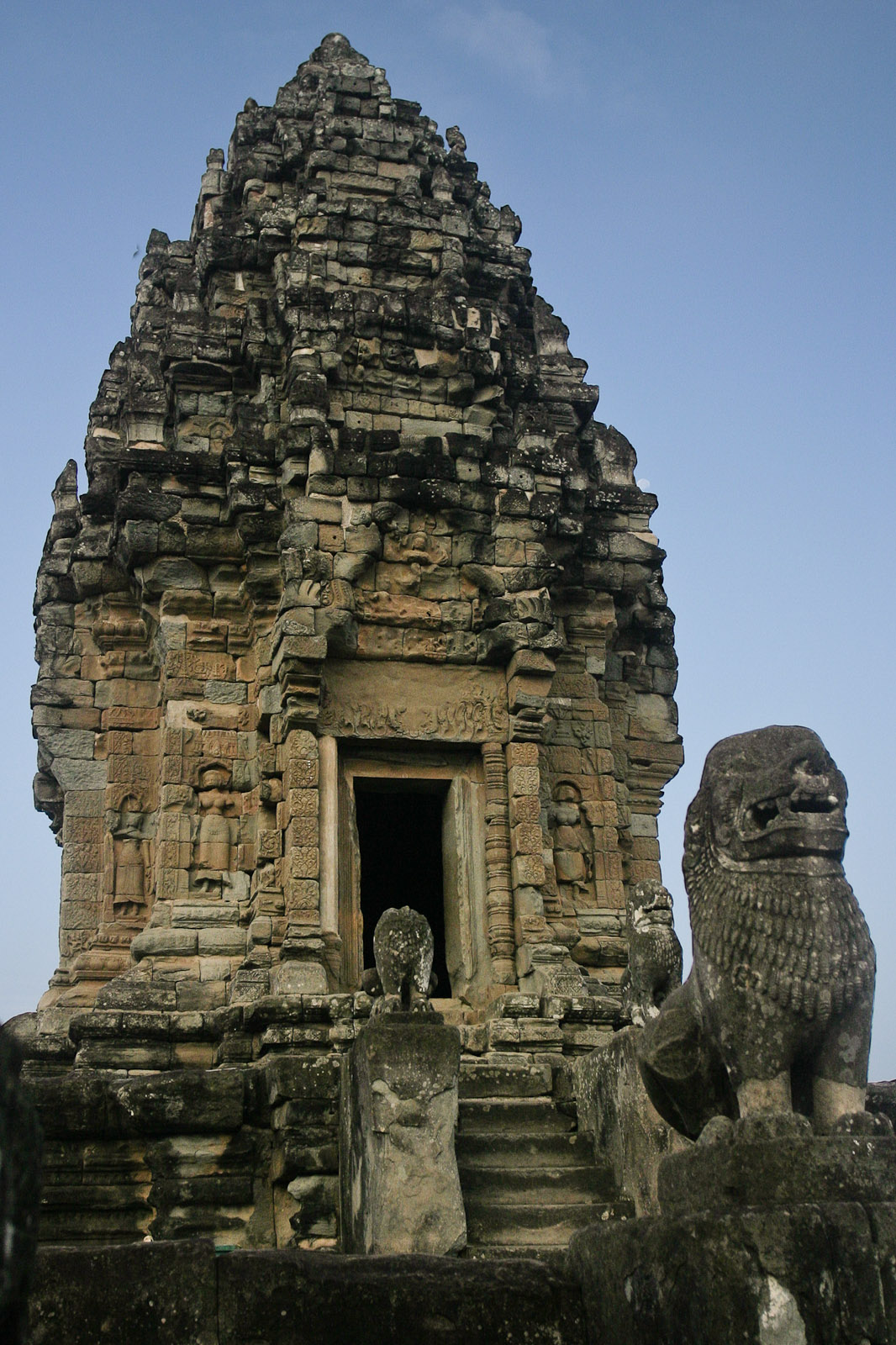
Bakong (Roluos)
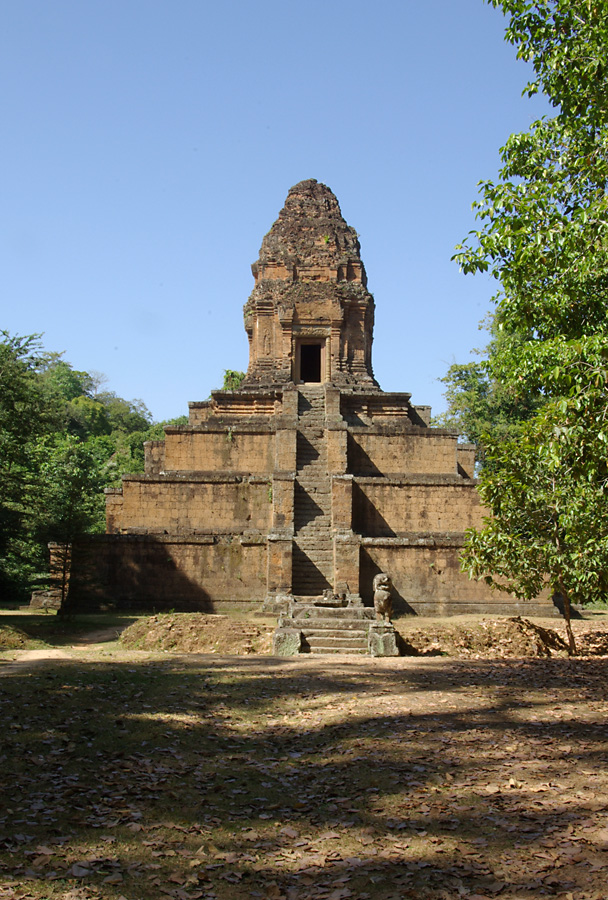
Baksei Chamkrong
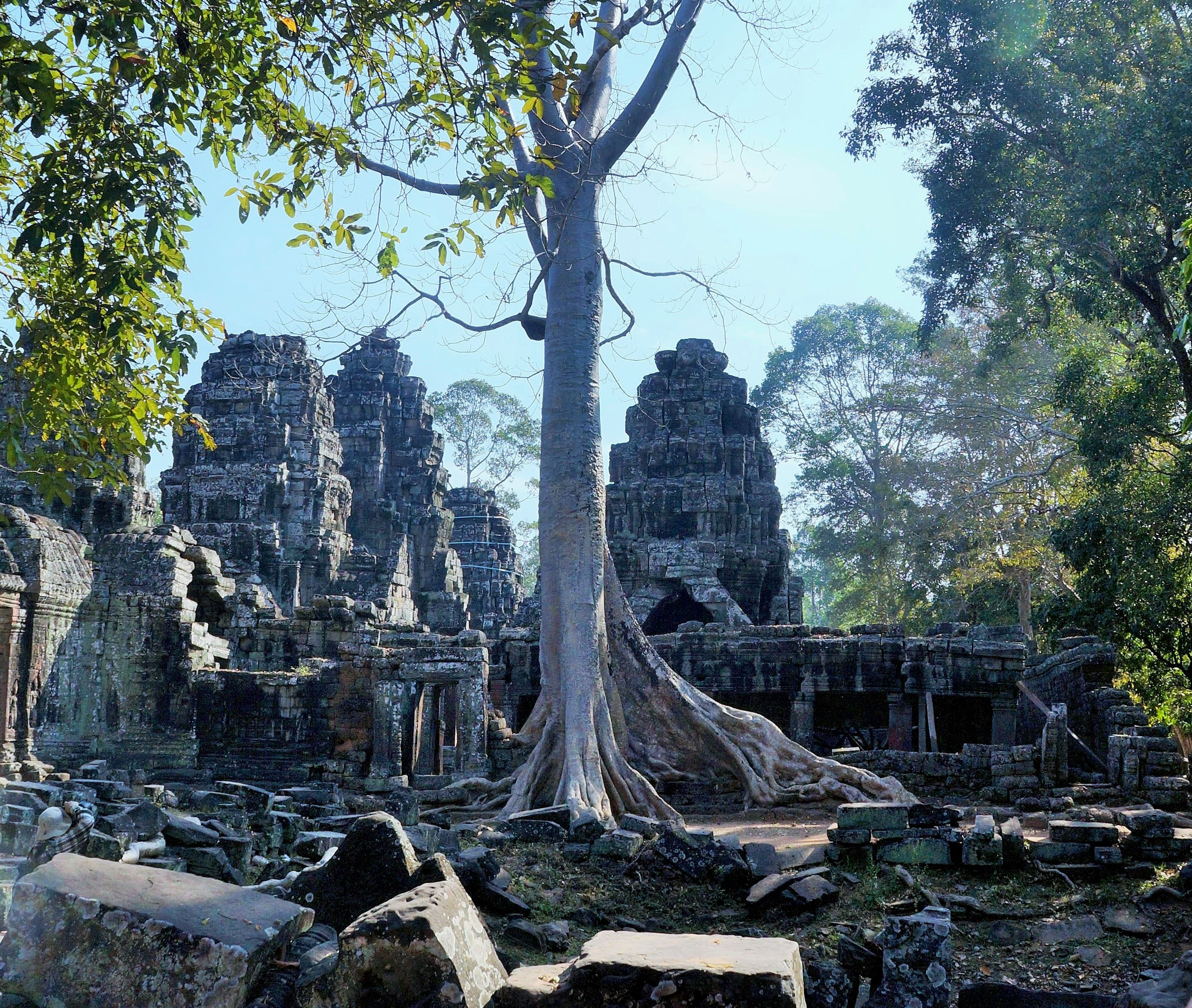
Banteay Kdei
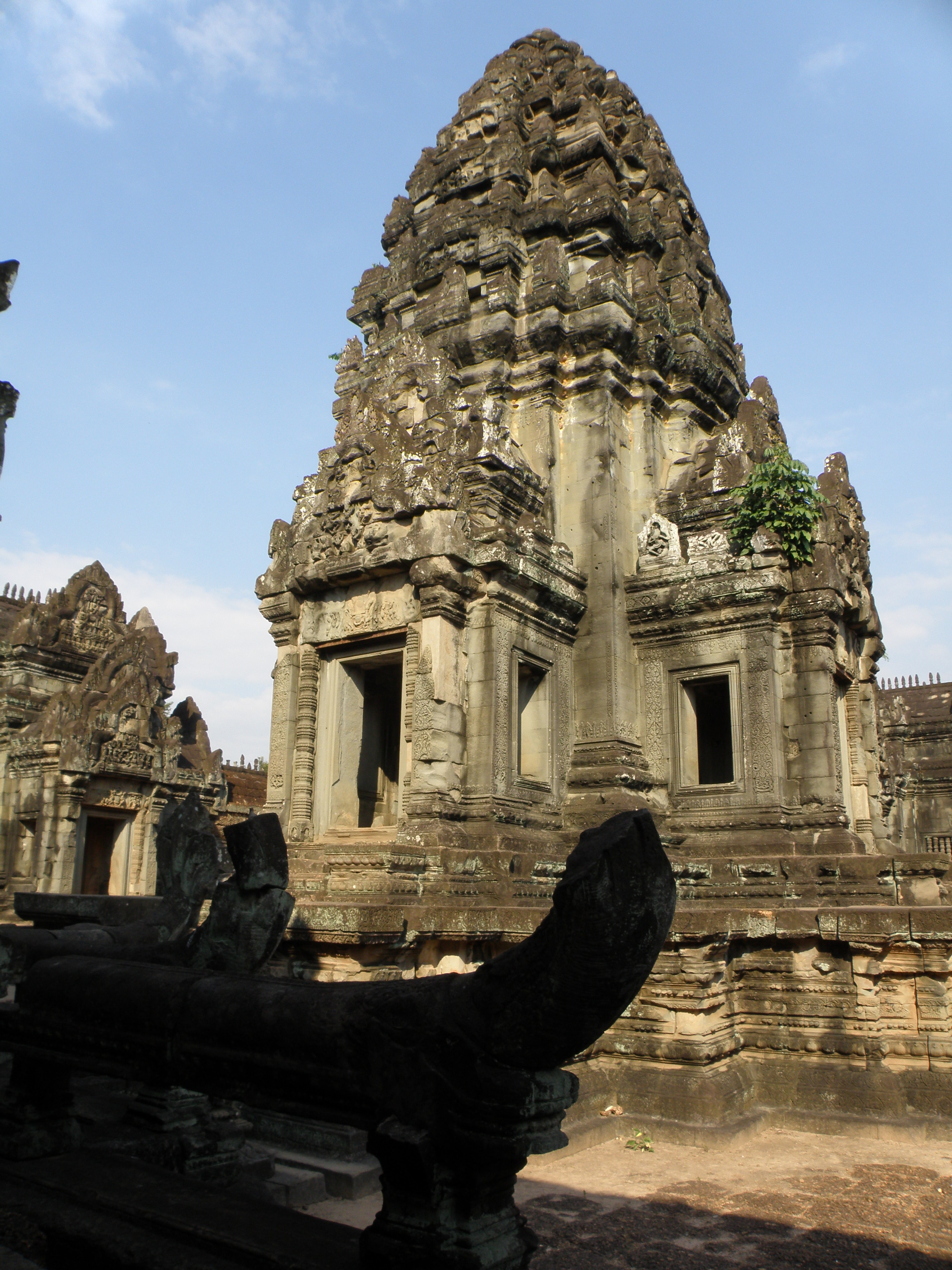
Banteay Samré
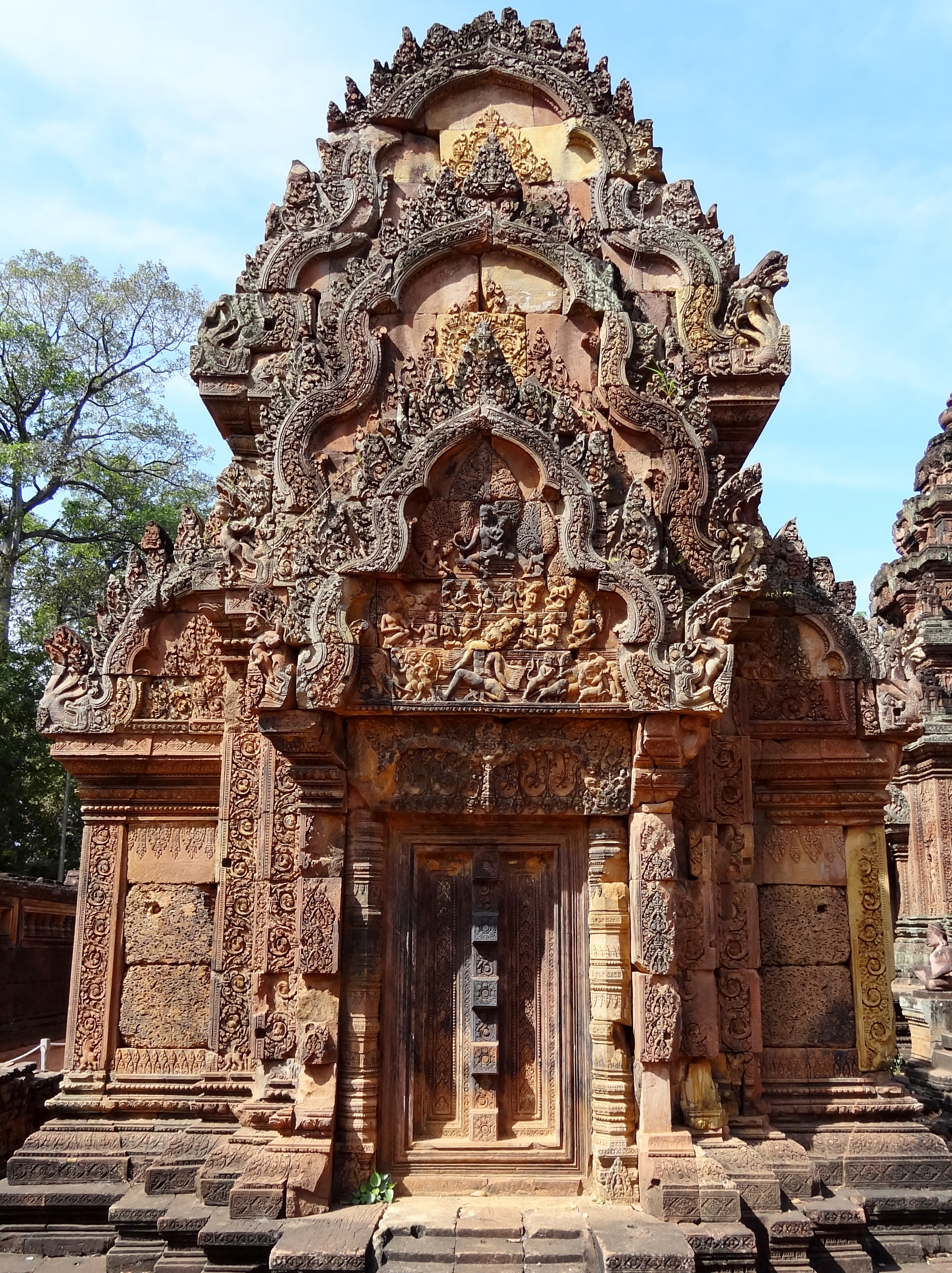
Banteay Srei
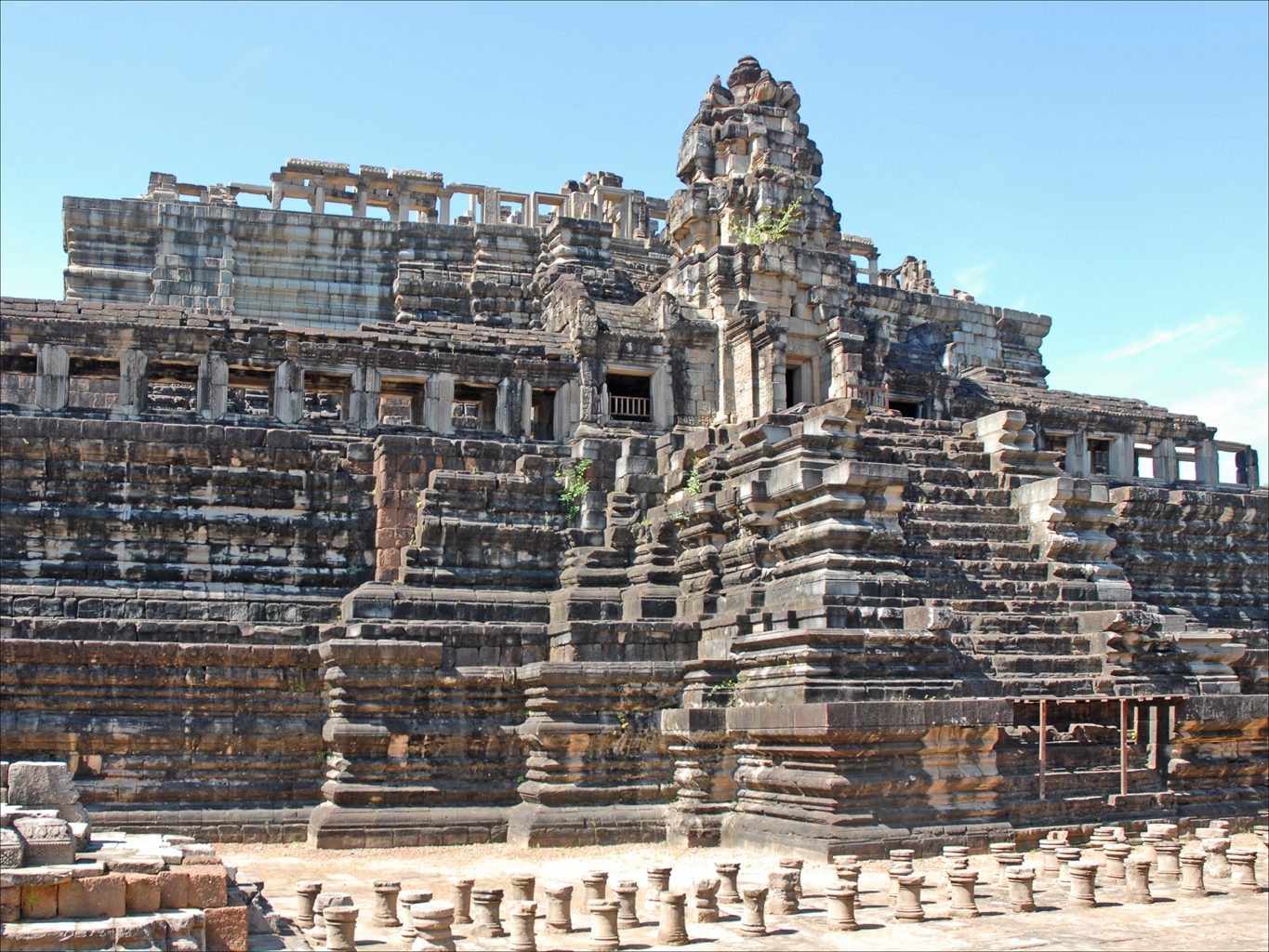
Baphuon
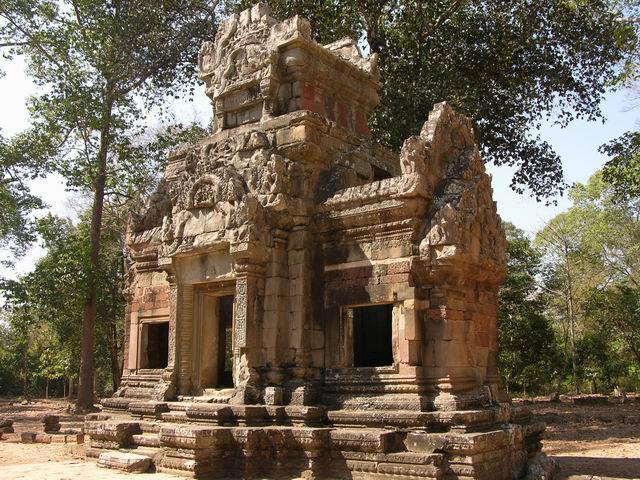
Chau Say Tevoda
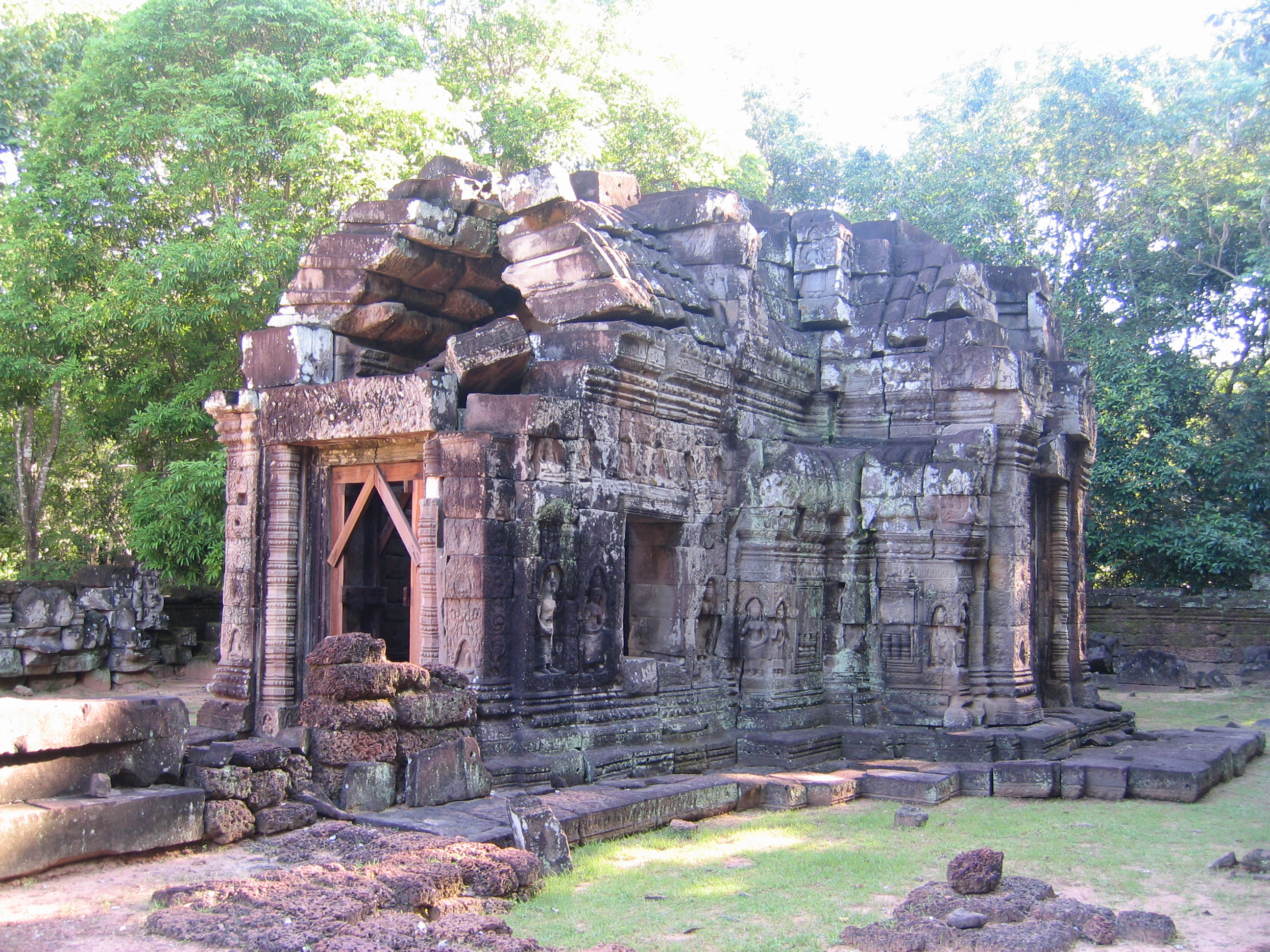
Krol Ko
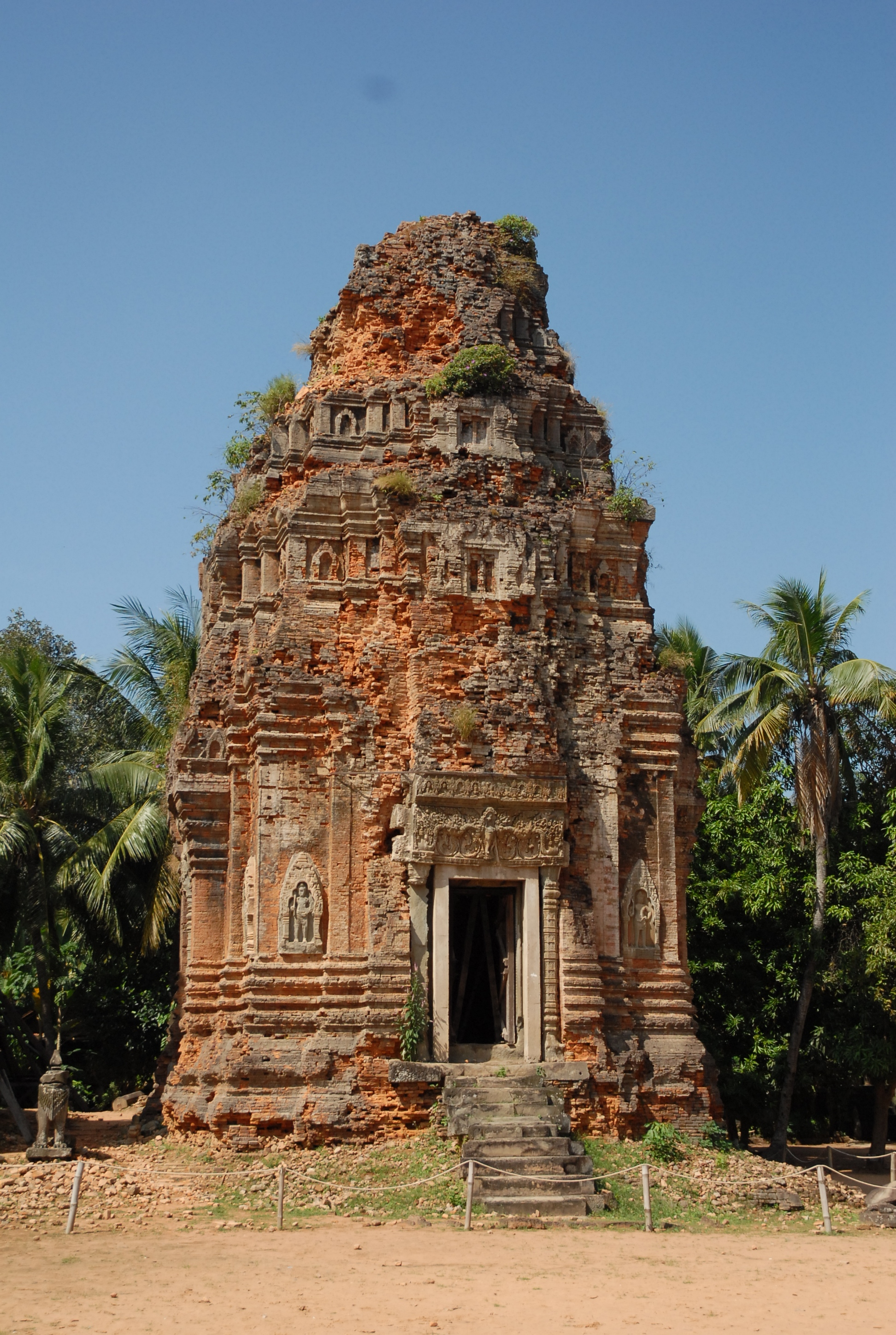
Lolei (Roluos)
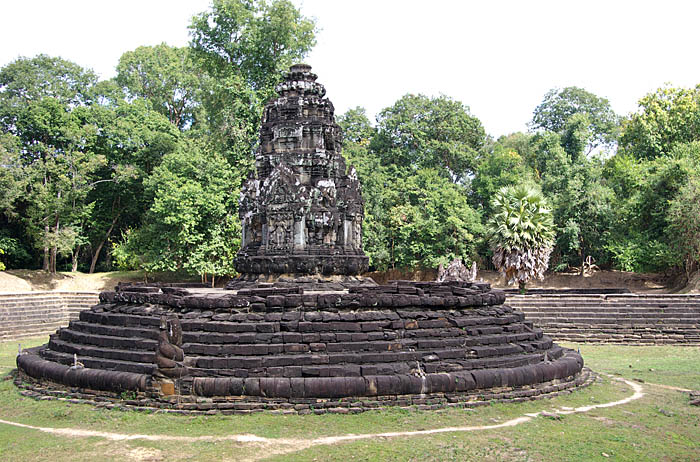
Neak Pean
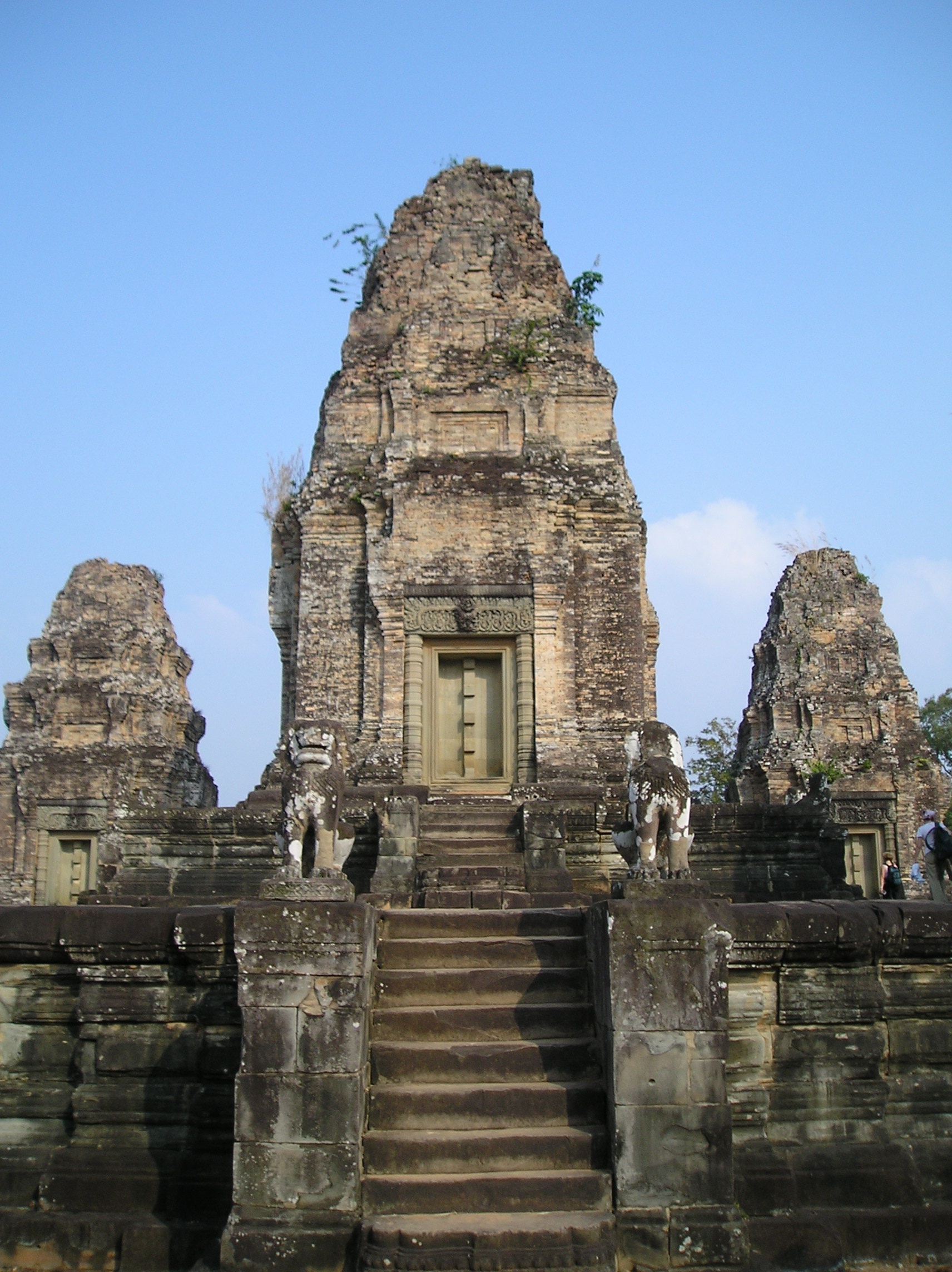
Đông Mebon và Đông Baray
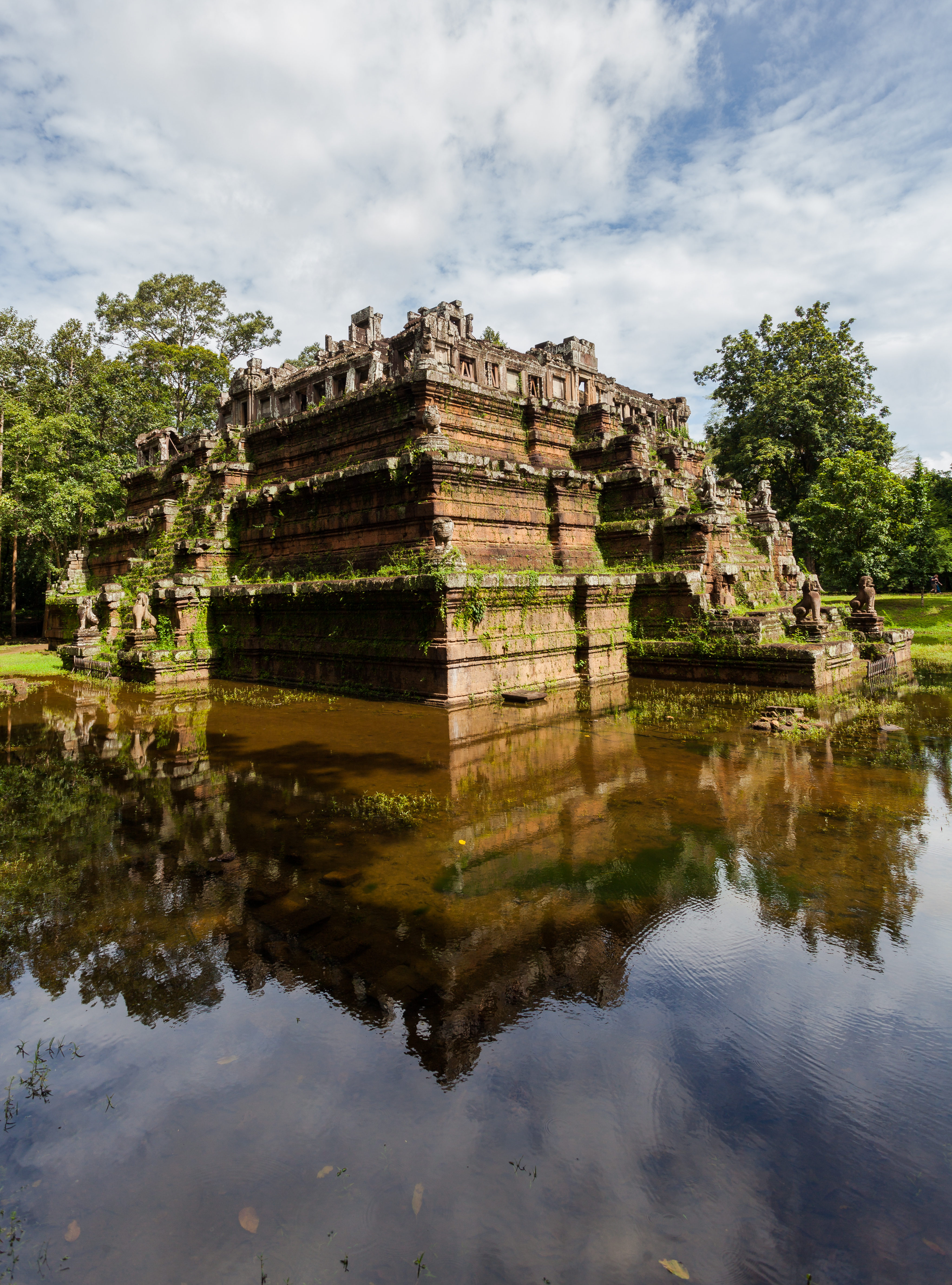
Phimeanakas
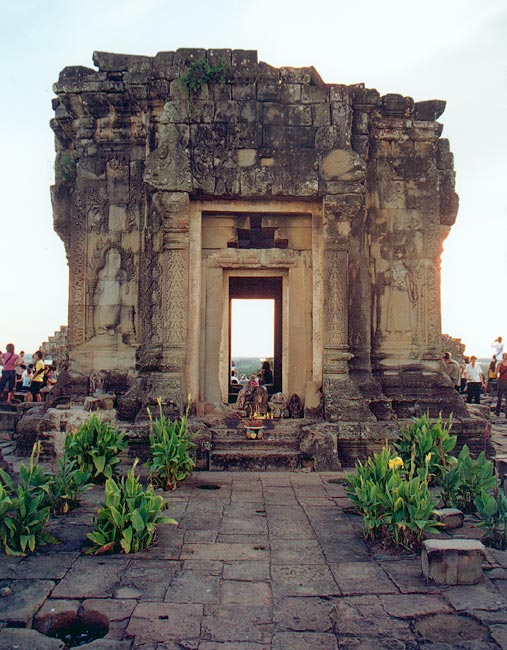
Phnom Bakheng
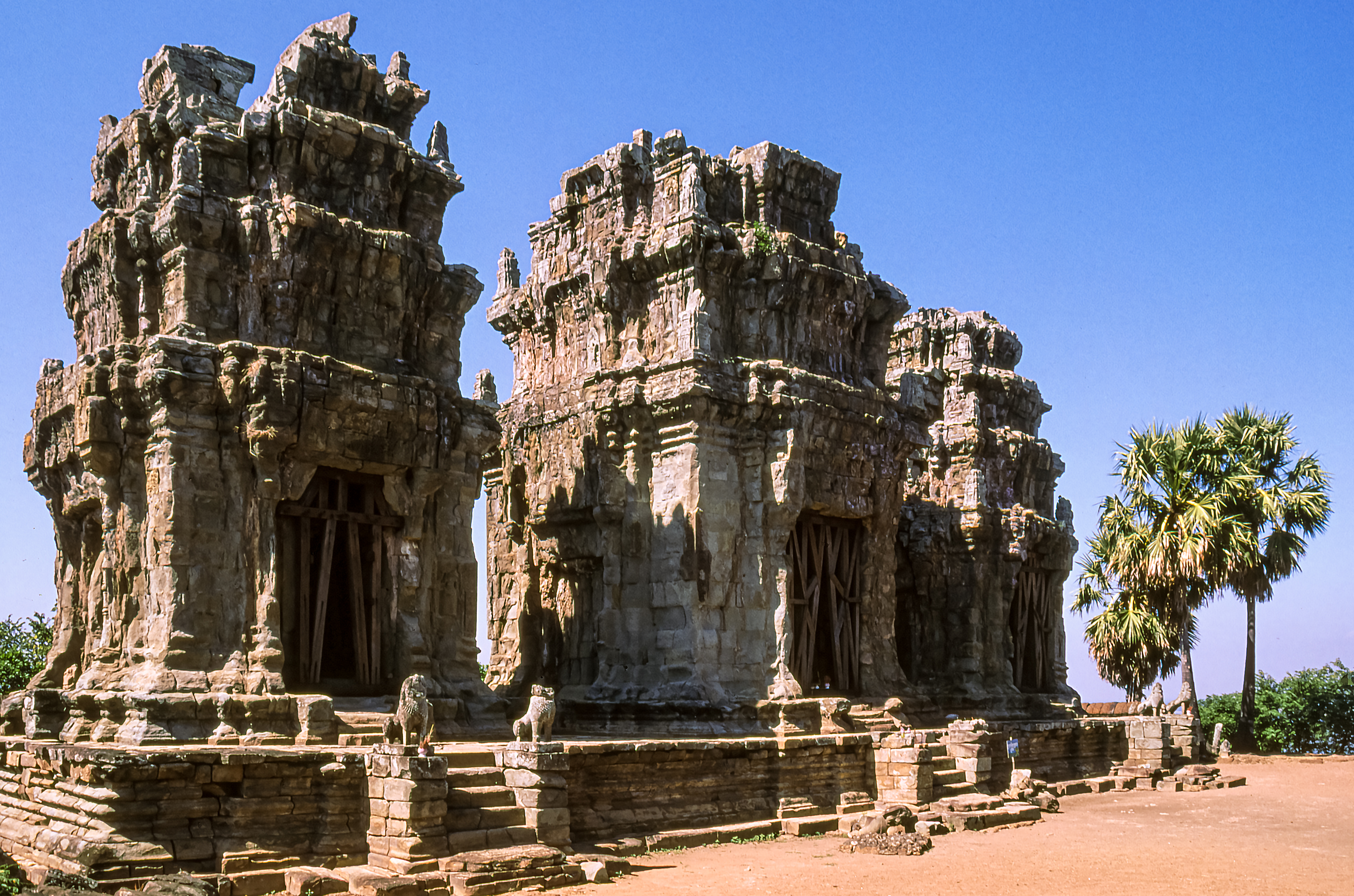
Phnom Krom
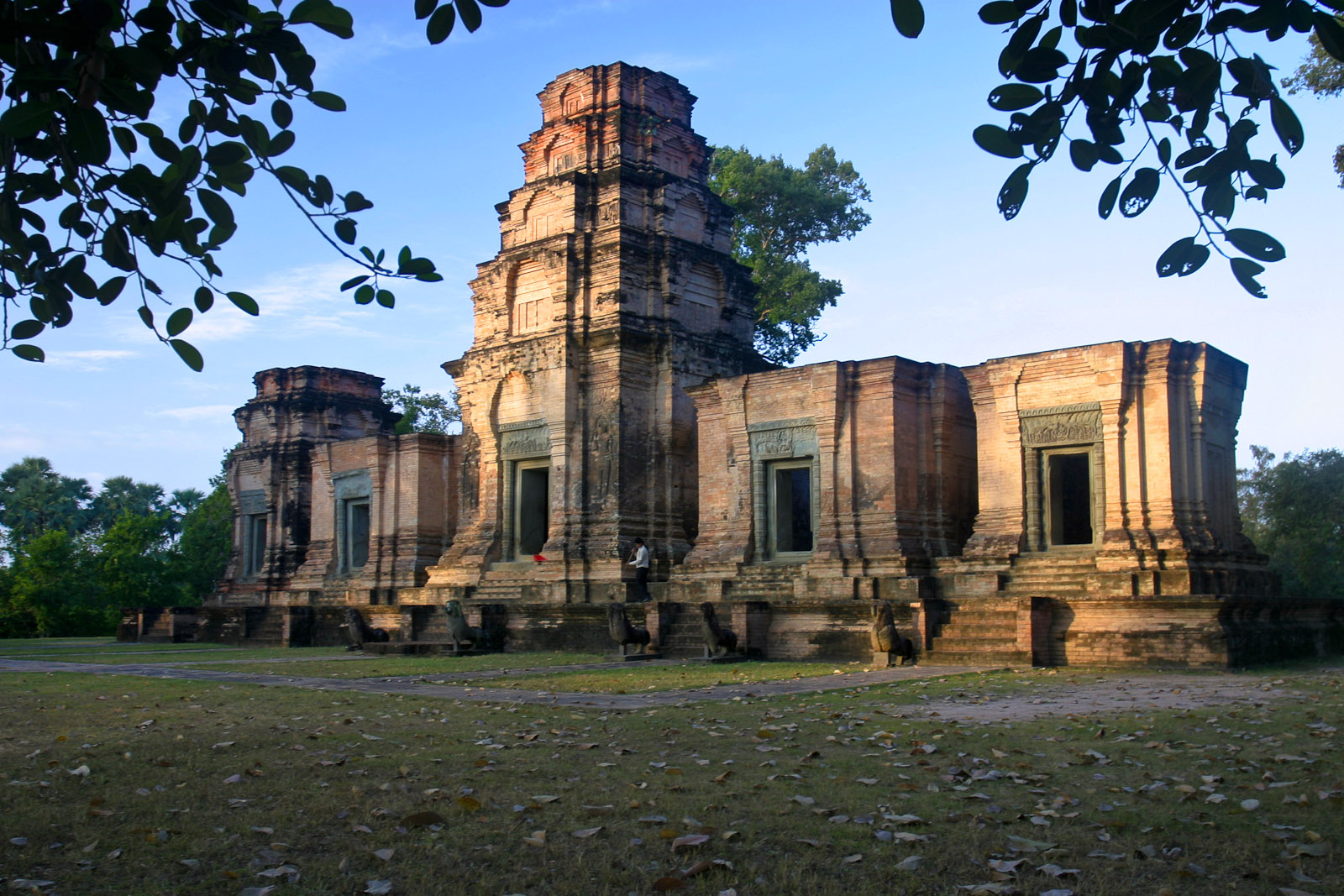
Prasat Kravan
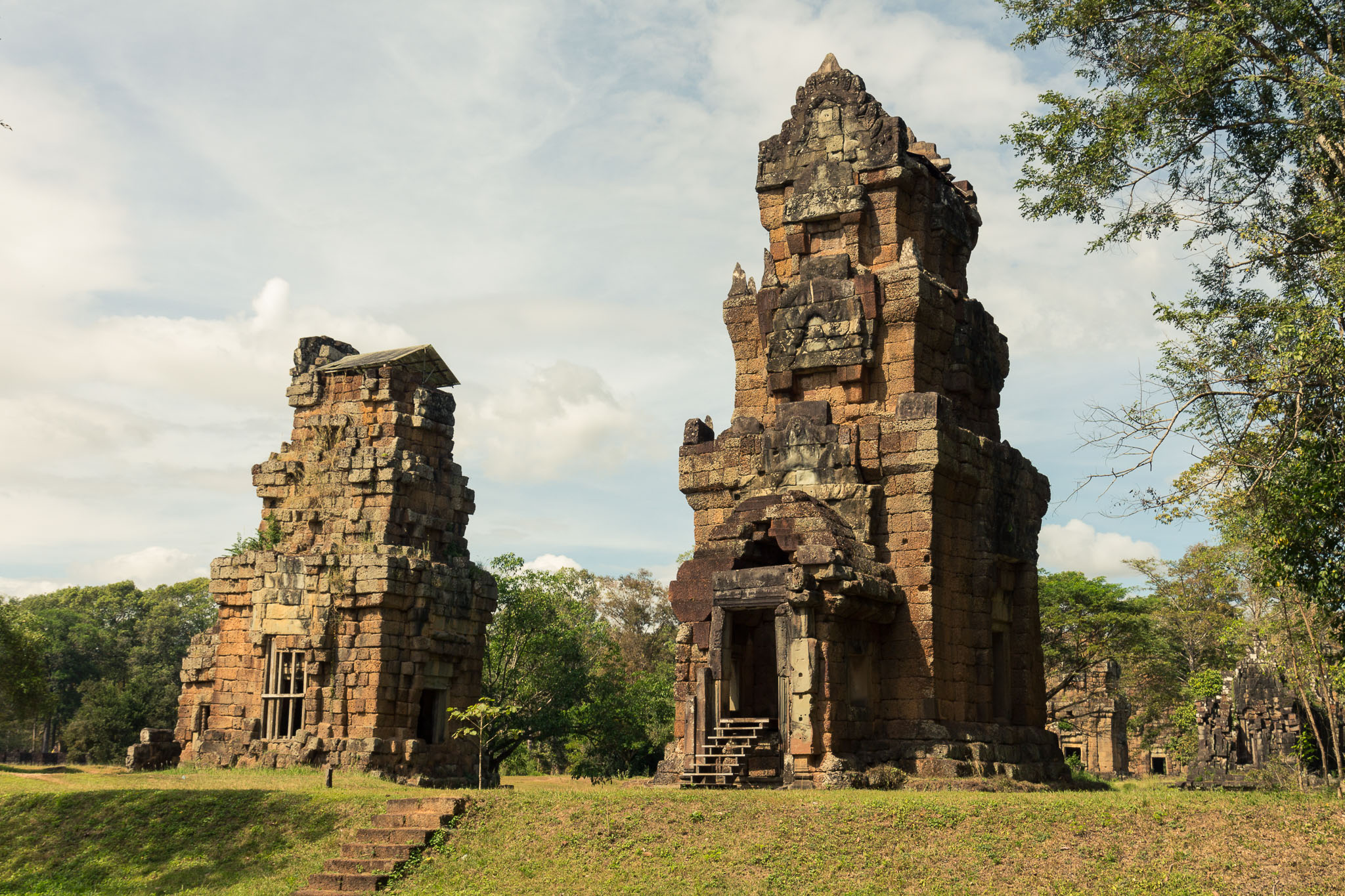
Prasat Suor Prat
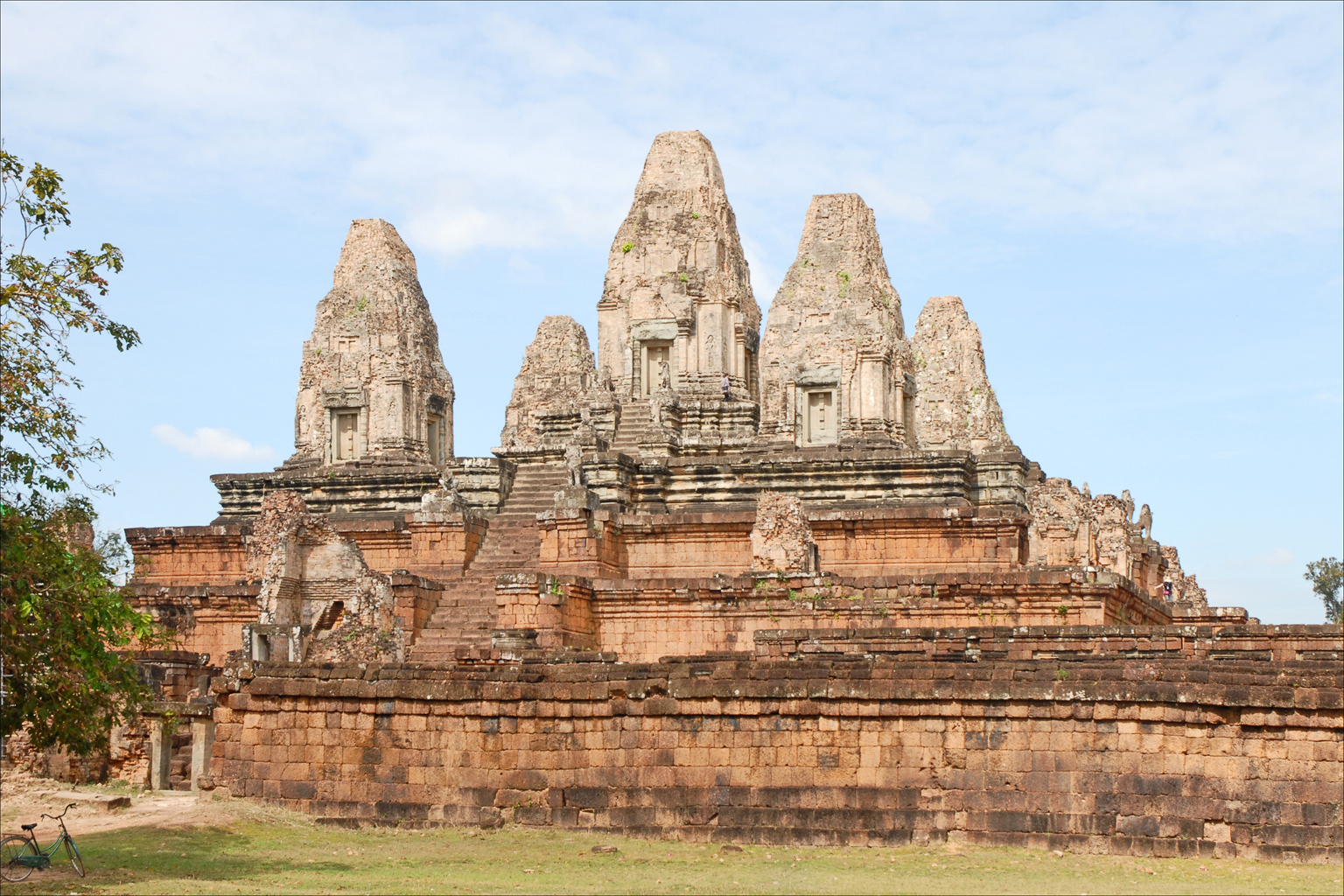
Pre Rup
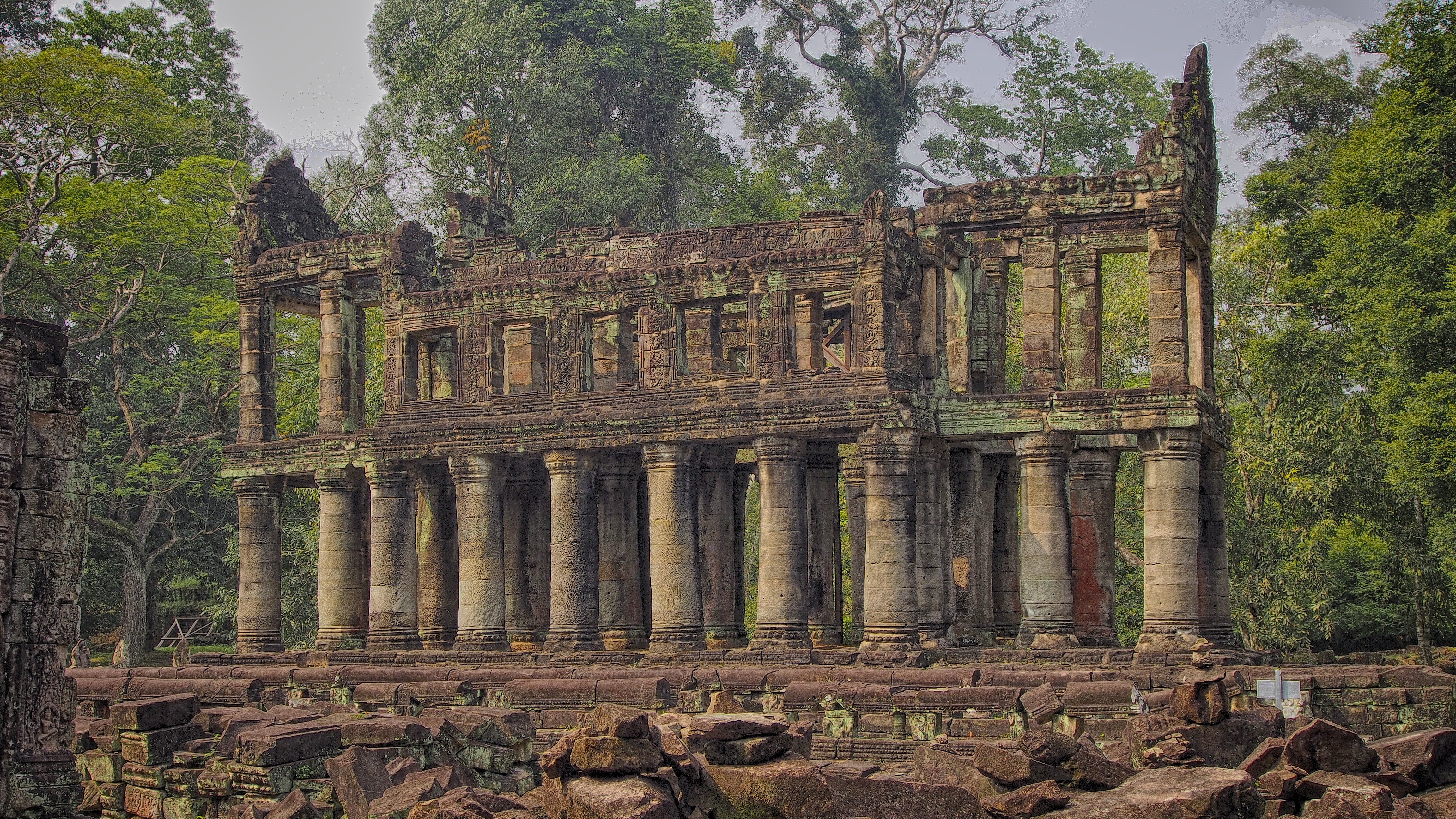
Preah Khan
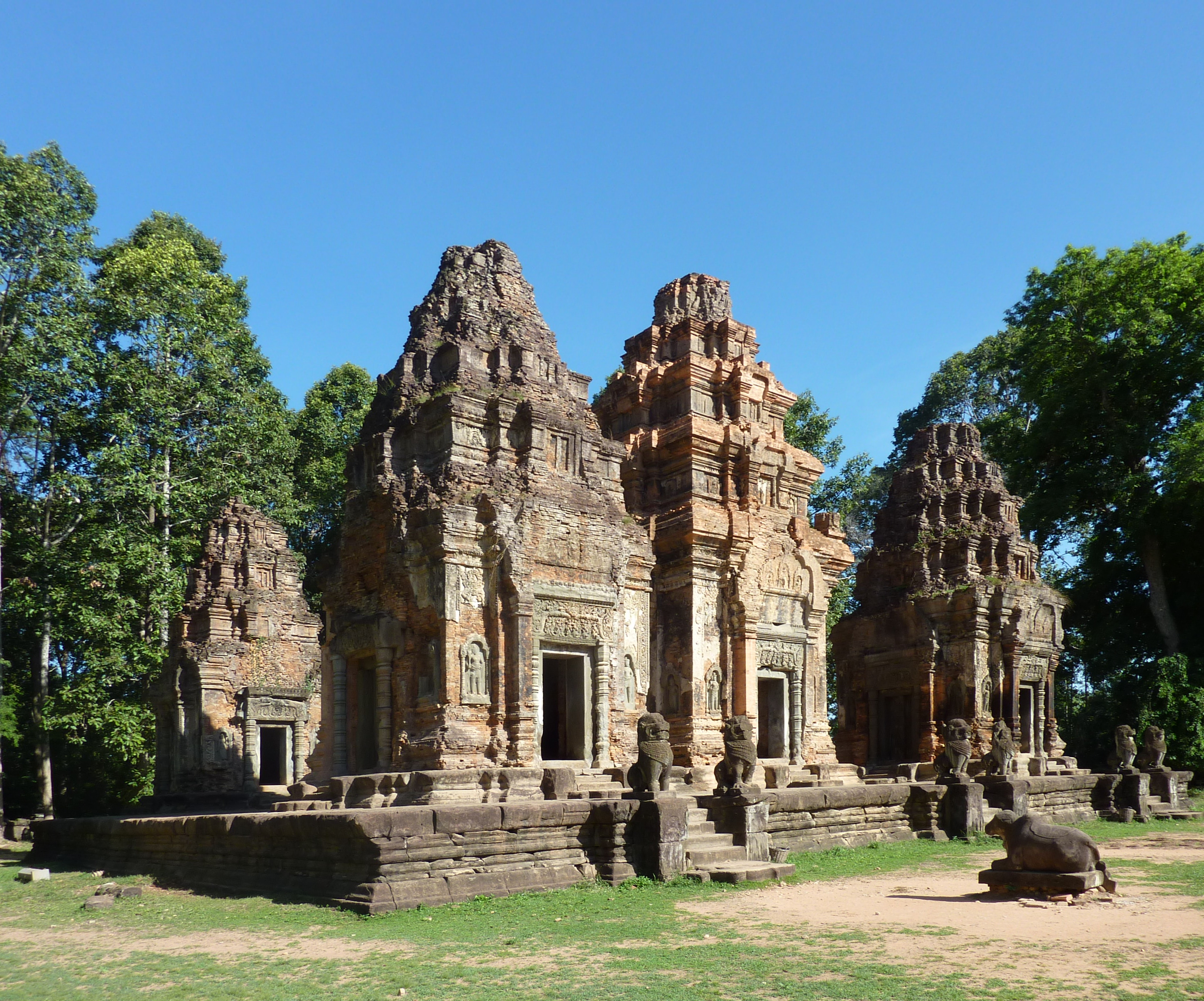
Preah Ko (Roluos)
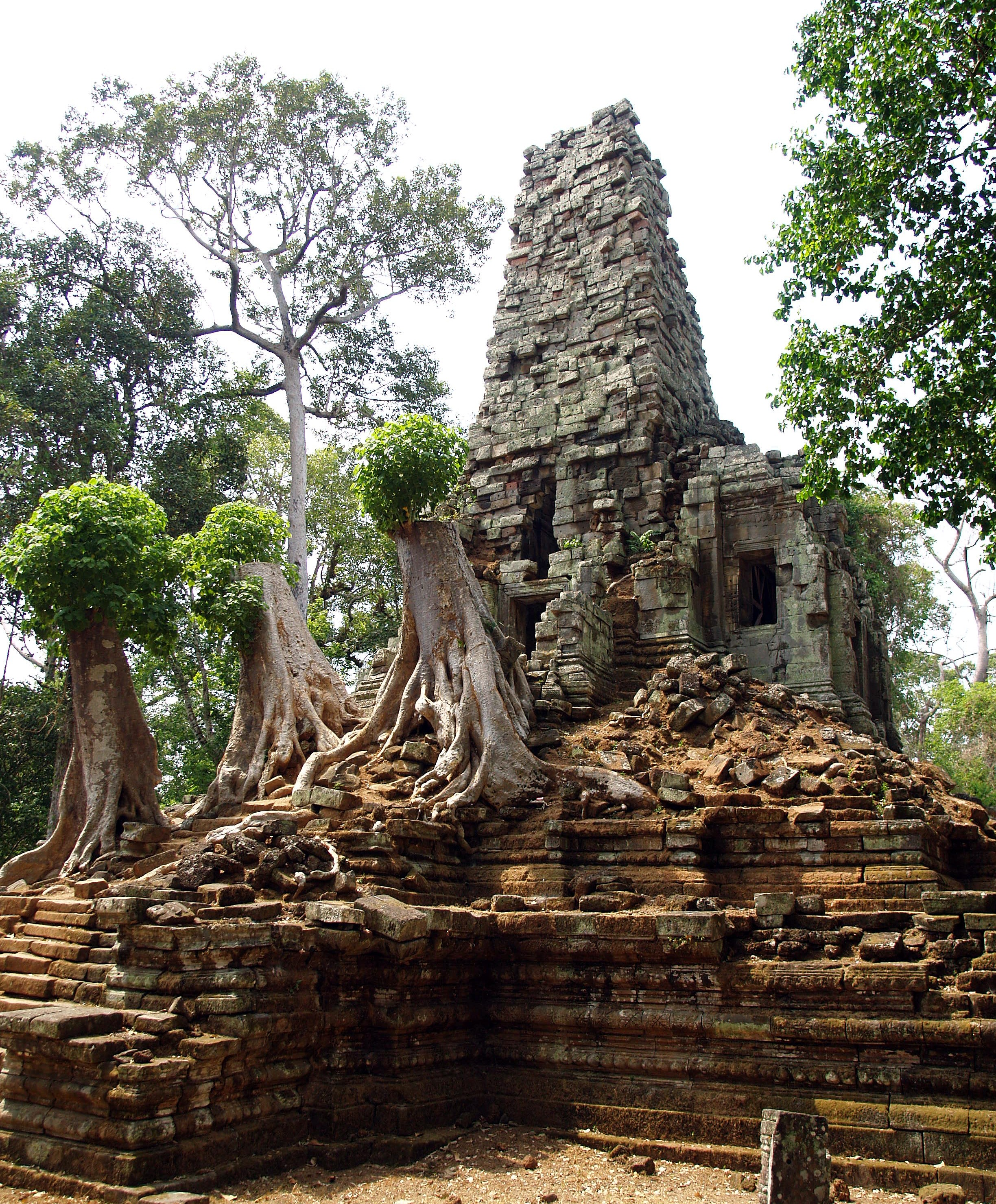
Preah Palilay
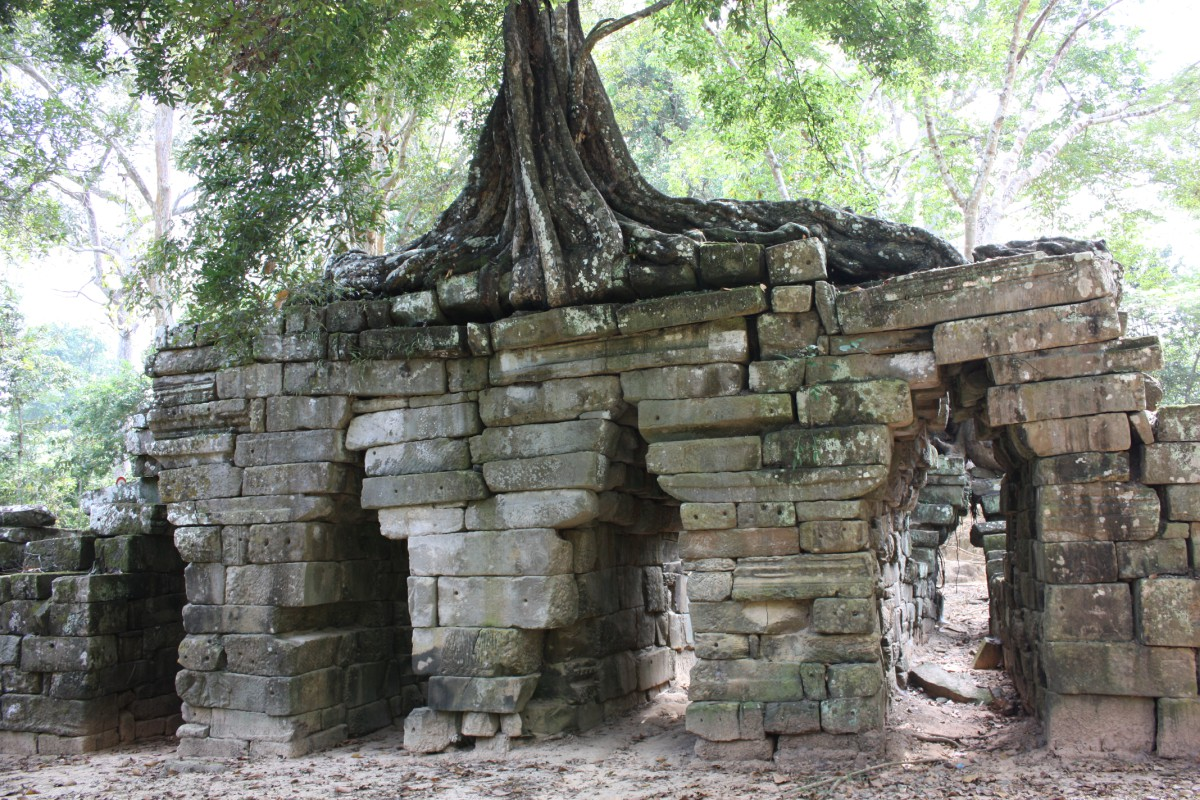
Spean Thma
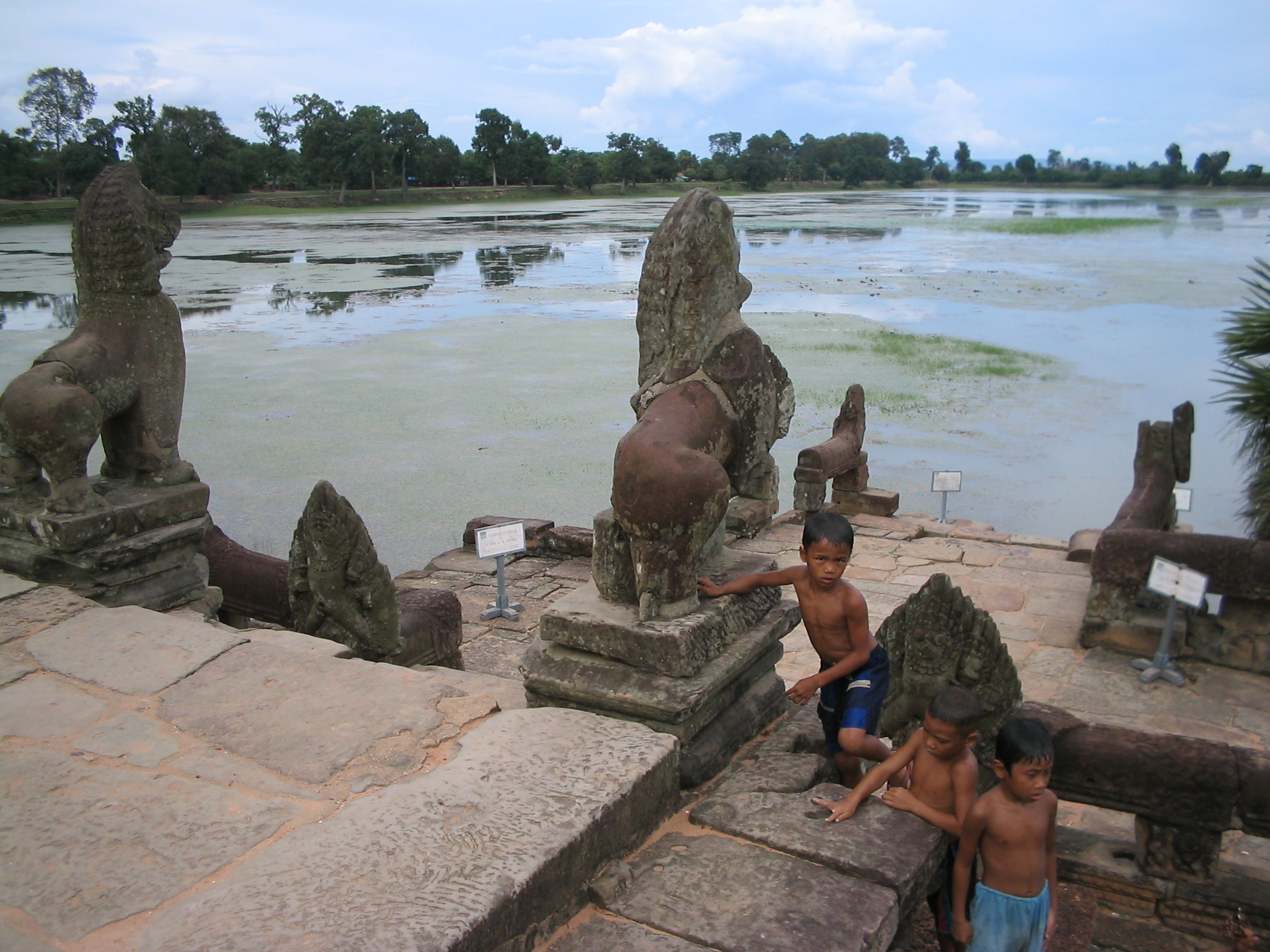
Srah Srang
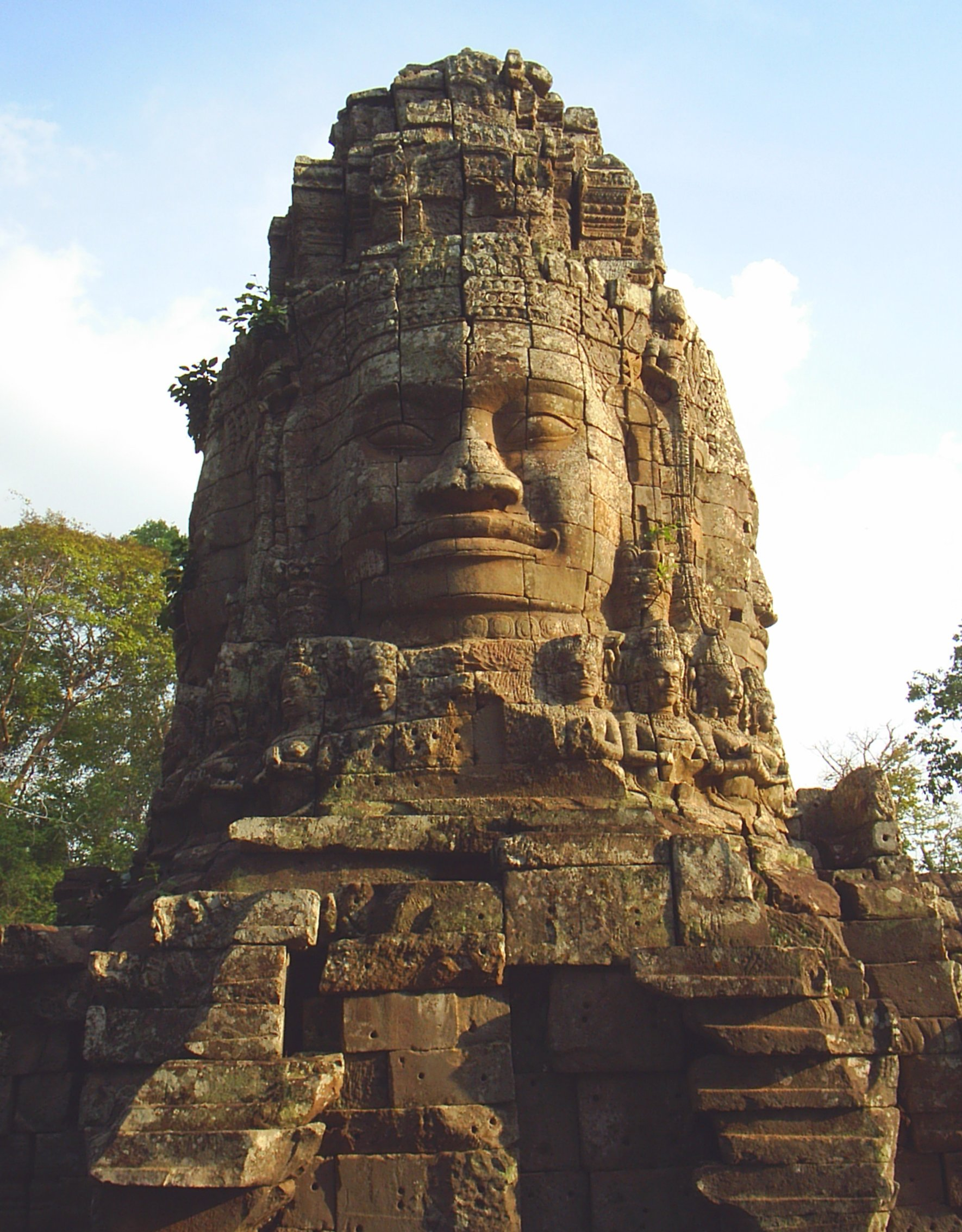
Ta Prohm
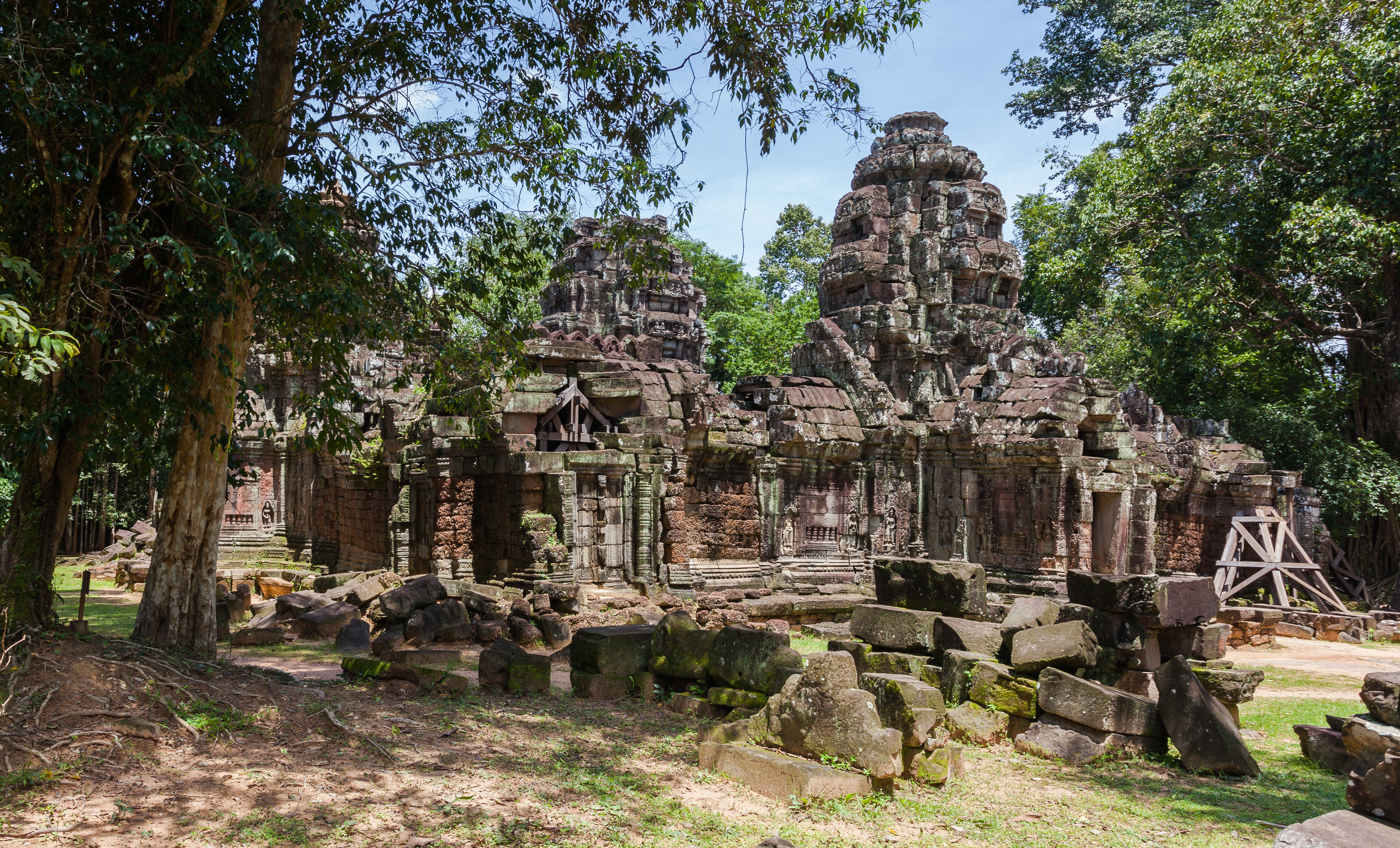
Ta Som
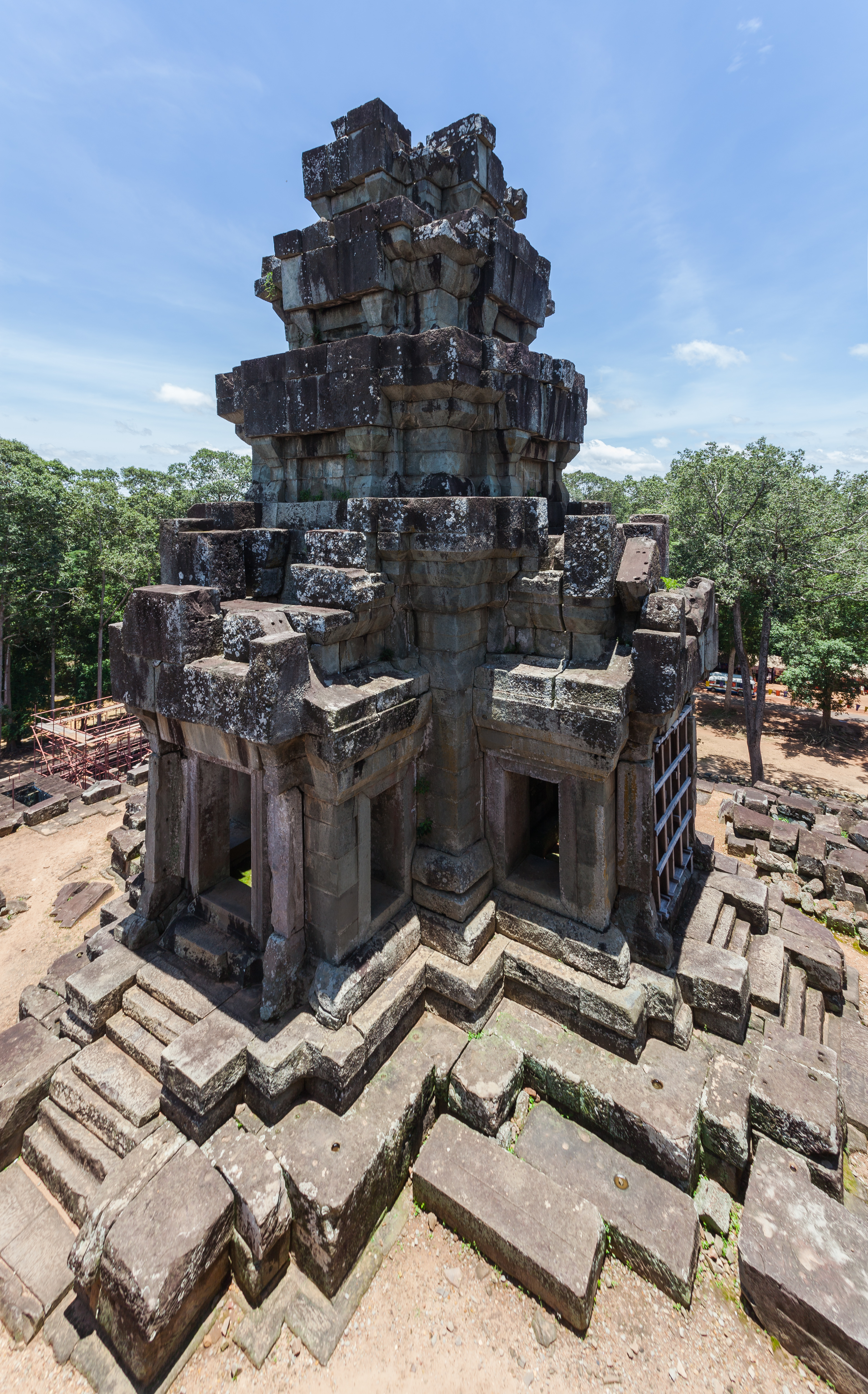
Ta Keo
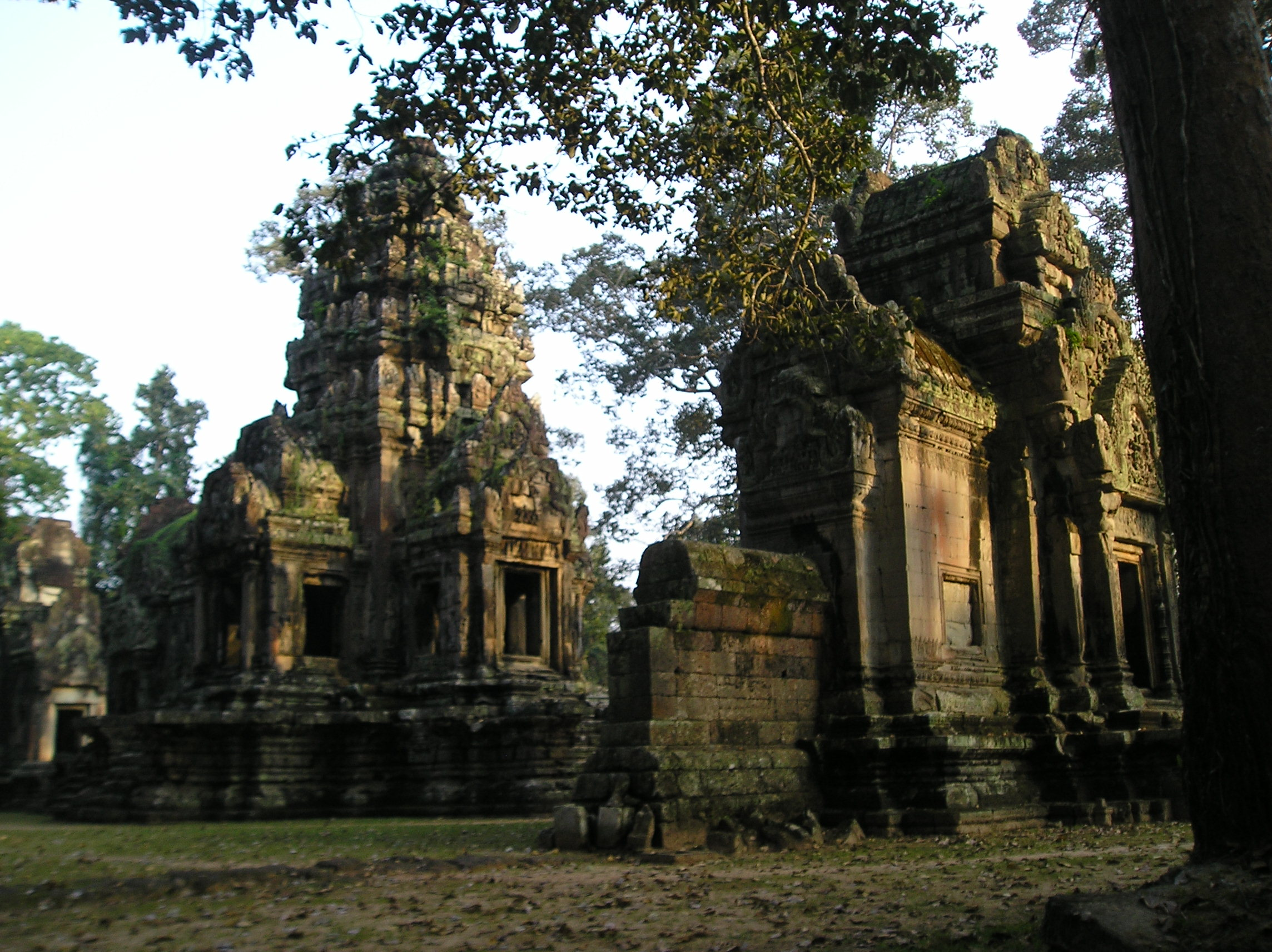
Thommanon
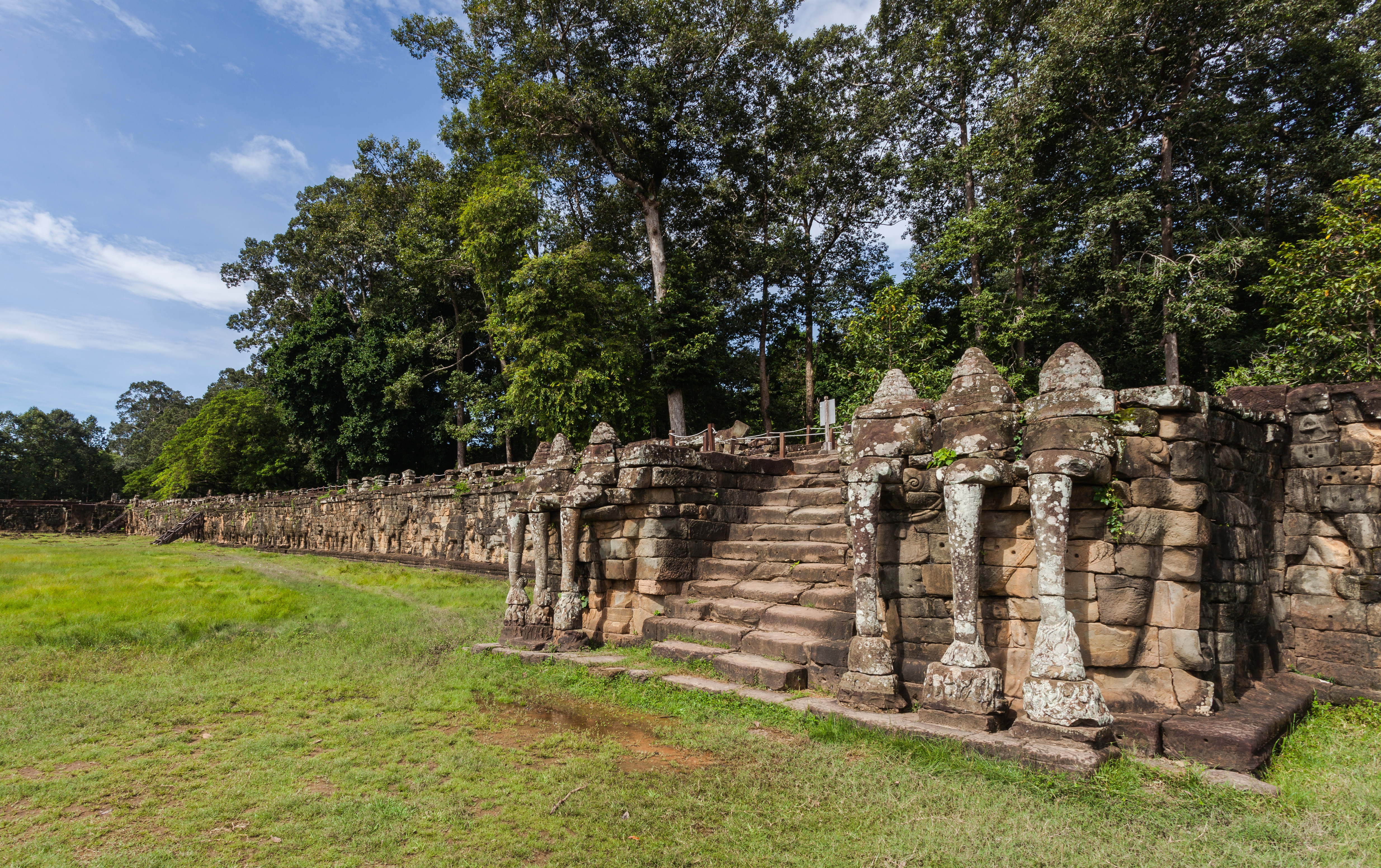
Sân Voi
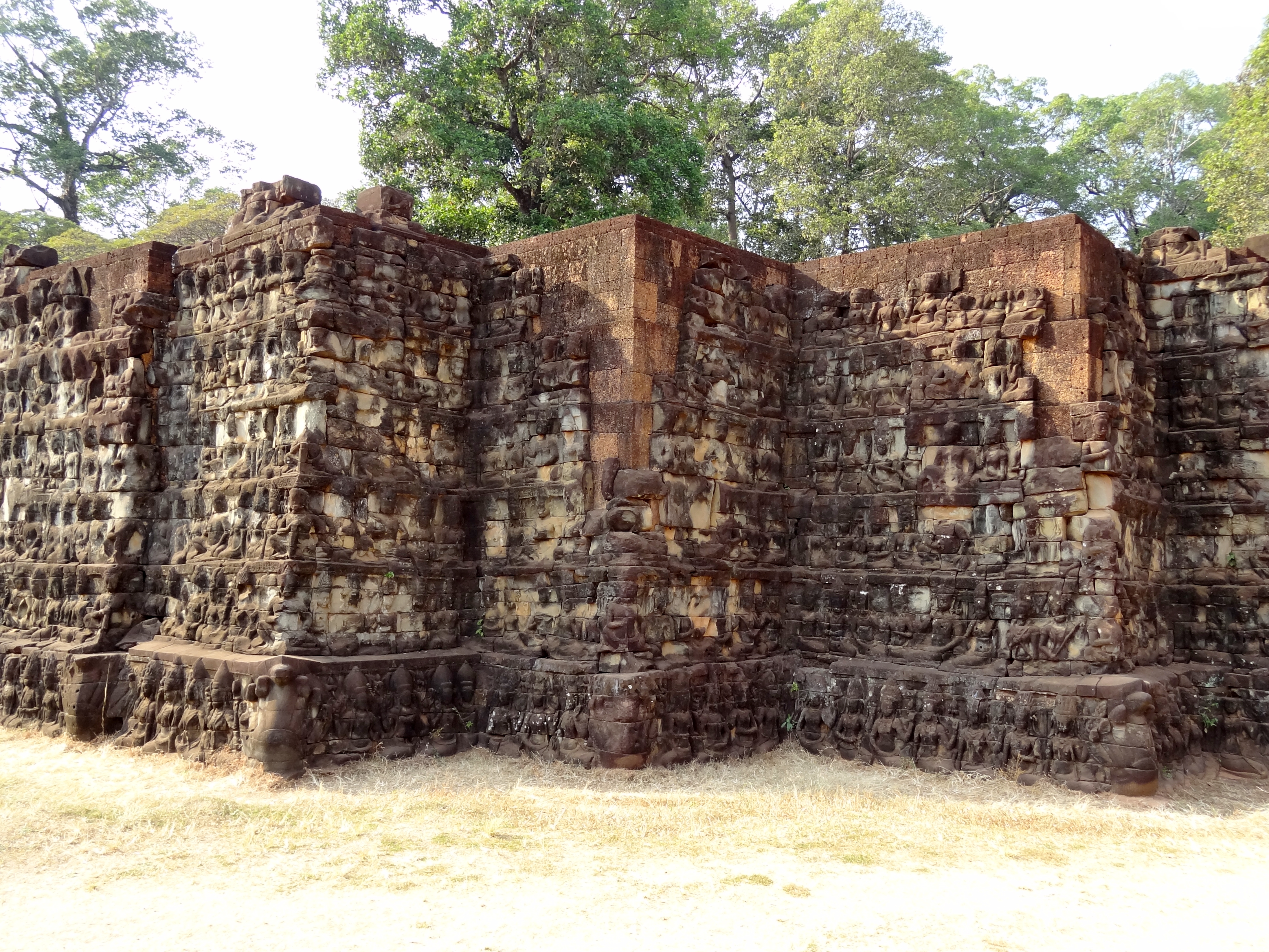
Sân Vua Cùi
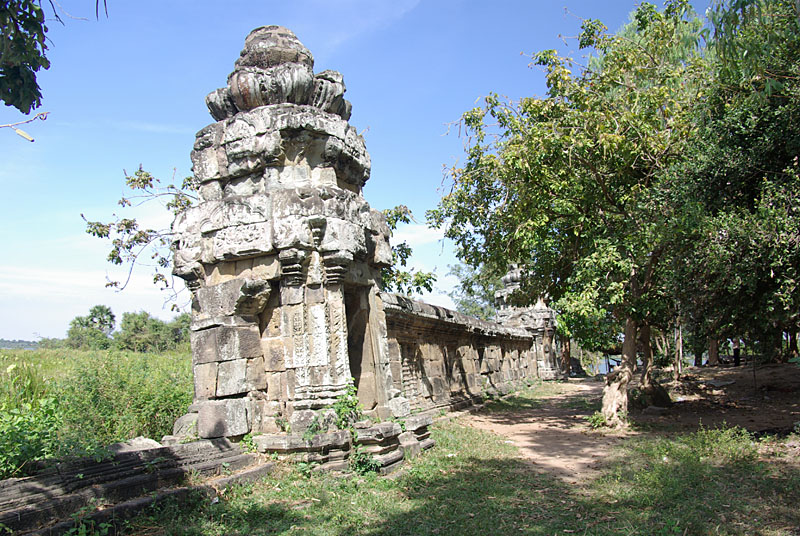
Tây Mebon và Baray Tây